# 일본국유철도 415계 전동차
일본국유철도 415계 전동차(일본어: 国鉄415系電車)는 일본 국유철도(국철)가 설계·제조한 교류·직류 양용 근교형 전동차이다.
국철 분할 민영화 이후에는 동일본 여객철도(JR 동일본)와 규슈 여객철도(JR 규슈)에 계승되었으며, JR 동일본이 설계·제조한 차량이나 서일본 여객철도(JR 서일본)가 113계를 개조·편입한 차량도 존재한다.
덧붙여 본문에서는 아래와 같이 제조 목적이 같은 차량 계열에 대해서도 서술한다.
- 일본국유철도 401계 전동차
- 일본국유철도 403계 전동차
- 일본국유철도 421계 전동차
- 일본국유철도 423계 전동차

## 공통 개요
| 50Hz  | 60Hz  | 전동기 출력  |
| ----- | ----- | ------------ |
| 401계 | 421계 | 100kW (MT46) |
| 403계 | 423계 | 120kW (MT54) |
| 415계 |       | 120kW (MT54) |

401계·421계는 교·직류 양용 근교형 전동차로 1960년에 각각 50Hz·60Hz 전용으로 등장한 형식이다. 403계·423계는 이들의 출력 증강형으로 각각 1966년·1965년에 50Hz·60Hz 전용으로 등장한 형식이다. 415계는 이들의 50Hz·60Hz 양용으로 1971년에 등장한 형식이다. 50Hz의 401계·403계는 전동차만 다르고 제어차(쿠하 401)는 공통이며, 60Hz의 421계·423계 전동차만 다르고 제어차(쿠하 421)는 공통이다. 50Hz의 401·403계와 60Hz의 421·423계의 양 계열 사이에서는 제어차의 경우 415계가 등장할 때까지 쿠하 401, 쿠하 421로 나눌 수 있었다. 한편으로 415계는 제어차의 형식을 쿠하 411로 한다. 기본 설계에 대해서는 415계까지 이어지고 있는 부분이 많지만, 운용 선구의 차이와 행선 표시기 받침의 위치가 다른 점 등 외관에서 약간의 차이를 볼 수 있다.

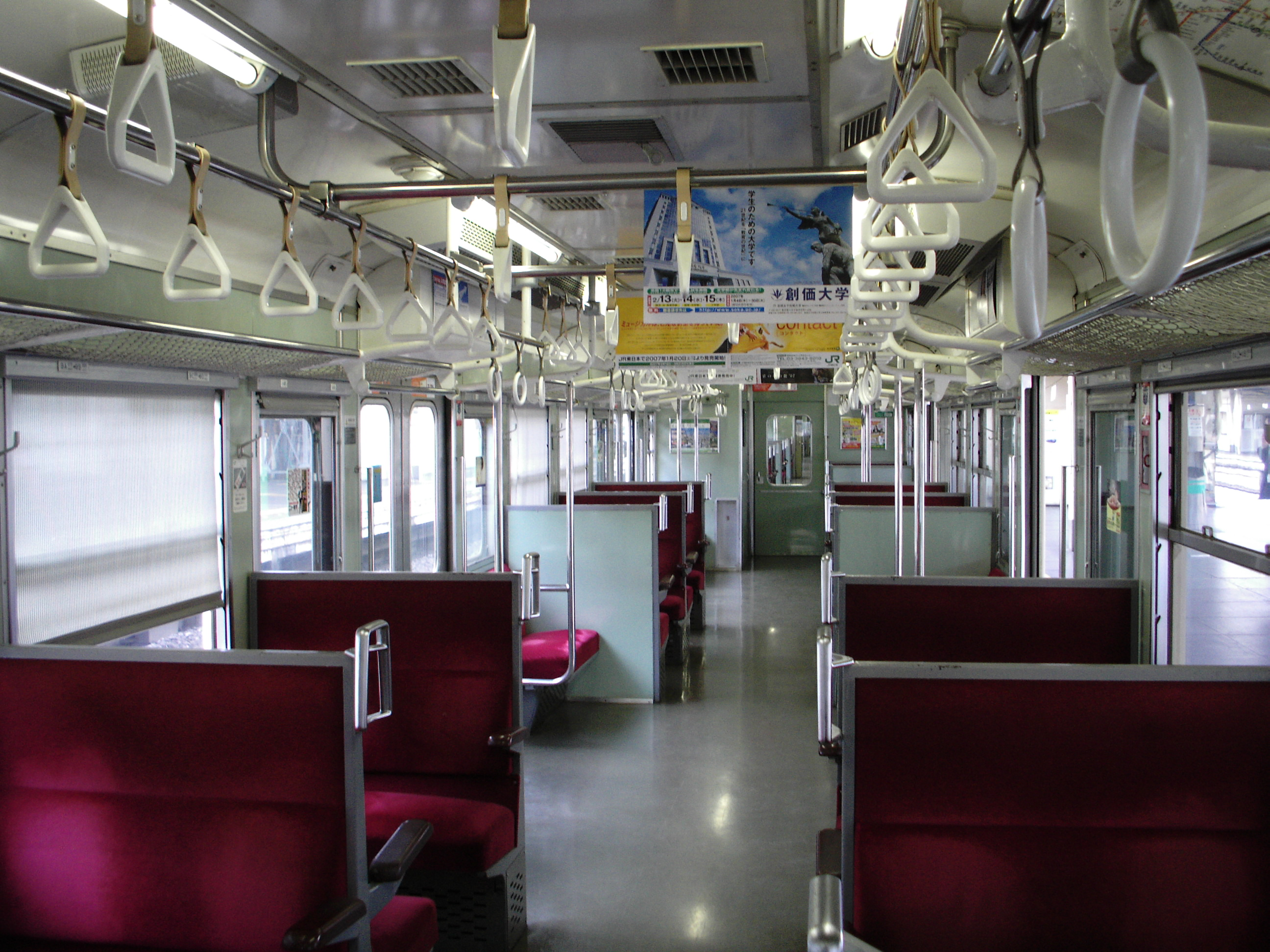
JR 동일본의 415계 0번대 차내 근교형의 표준 좌석 배치
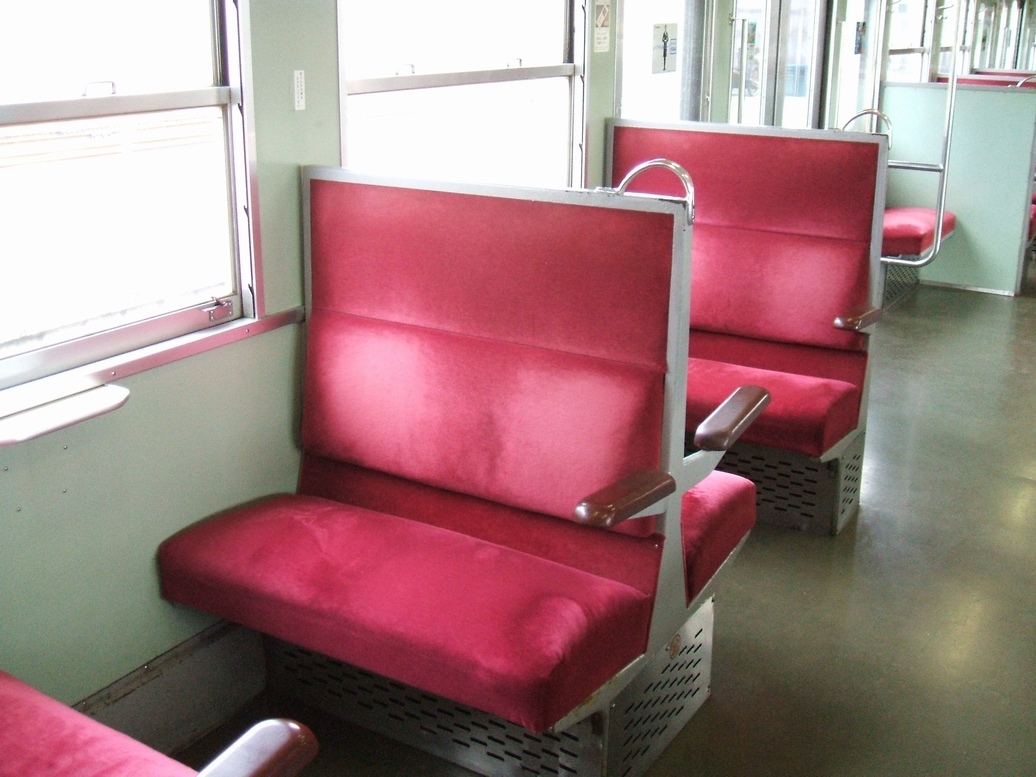
403계 선두차의 좌석 창가에 팔걸이가 없다

차체 구조는 153계를 기초로 하고 있다. 즉 전 금속제 세미 모노코크 구조로, 차체폭을 2.9m로 하여 외판을 구성하는 단면 형상이며 차체 길이도 똑같이 중간차가 19.5m이다. 다만 근교형으로 통근 사용을 고려하여 70계와 같이 데크가 없는 측면 3도어를 채용하였고 101계와 같이 새롭게 1.3m 폭의 양미닫이문을 채용했다. 좌석배치도 70계의 것을 개량한 세미 크로스시트이며 중간차의 경우 출입문 사이에는 출입문 근처의 2명분 롱시트에 4명분의 박스시트가 4조로 끼어있고, 차량 단부에는 3명분 롱시트에 4명분의 박스시트가 2조로 끼어있으며 좌석 정원은 76명(70계는 차 끝부분 롱시트만으로 좌석 정원은 72명)인데 비해 153계와 비교하여 통로 폭은 540mm에서 860mm로 넓어져 좌석은 폭이 좁아지면서 창가의 팔걸이가 생략되었다. 화장실은 70계와 같이 쿠하에 설치되었다. 이러한 구조는 이후 오랫동안 신성능 근교형 전동차의 표준이 되었다.

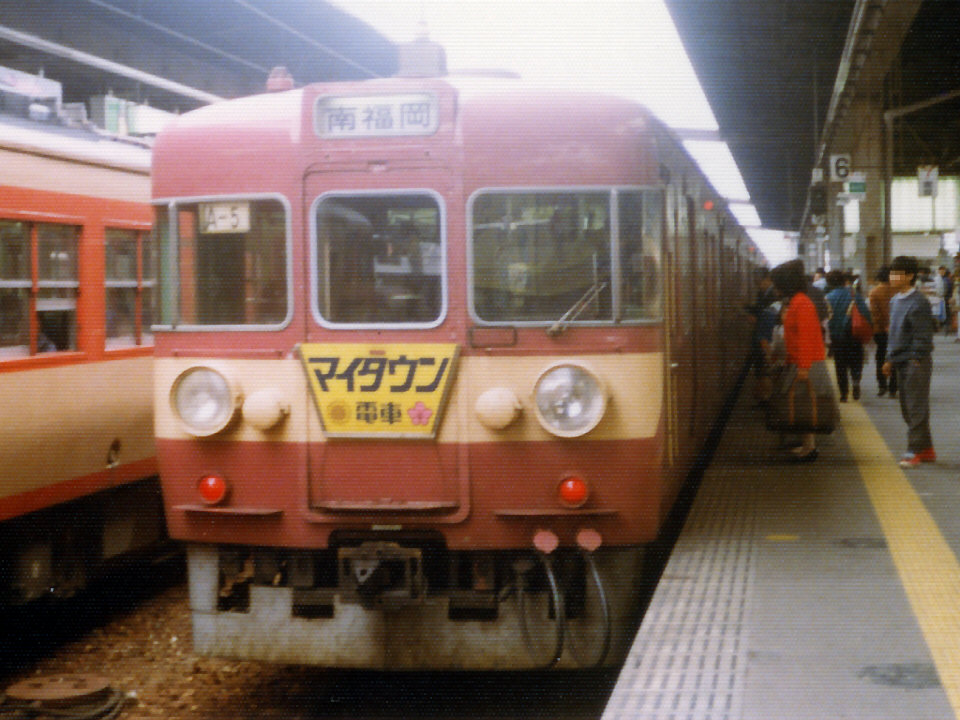
쿠하 421형 저운전대 차량
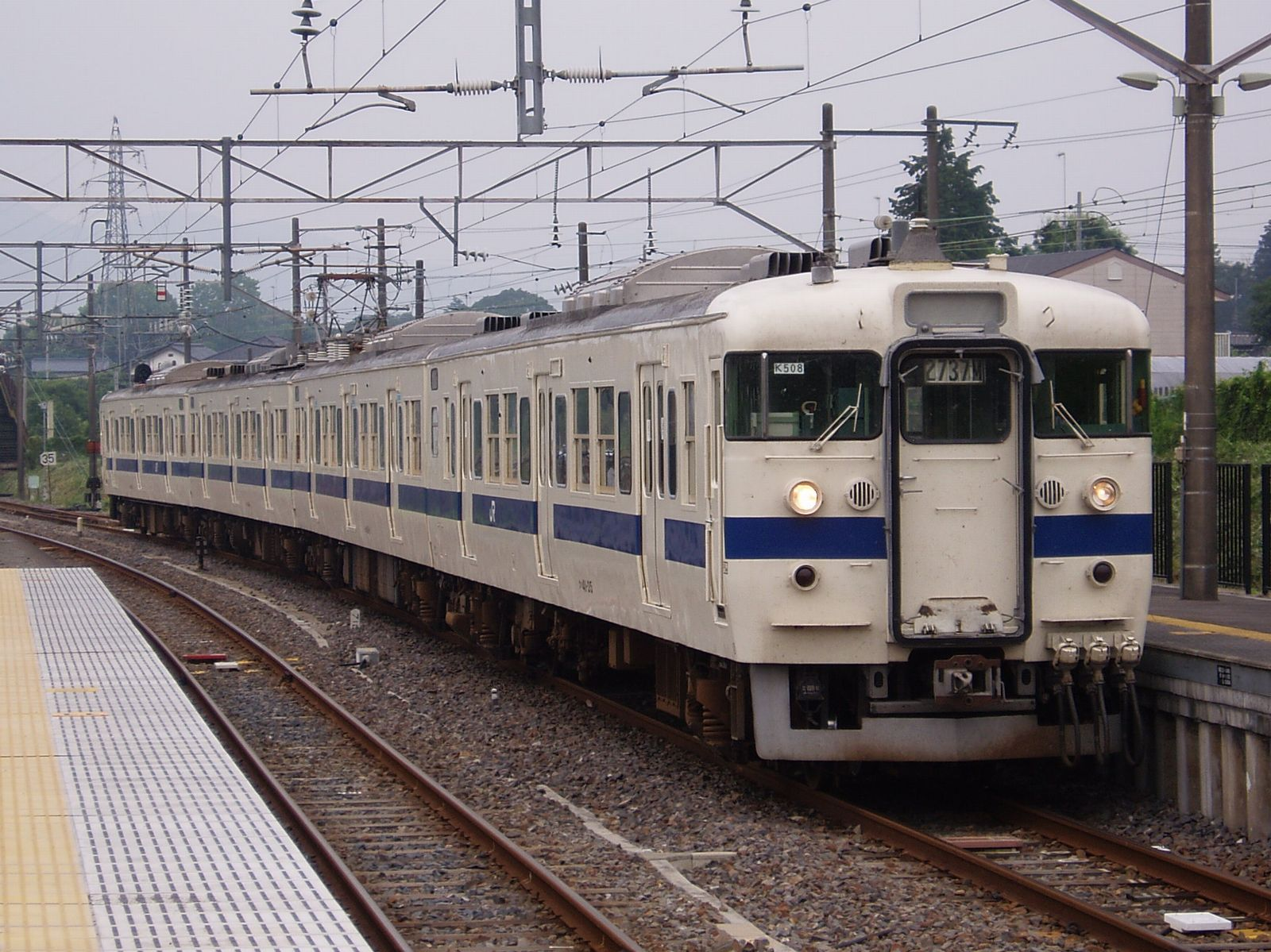
쿠하 411형 고운전대 차량

쿠하 401·421형의 전면은 153계와 같이 병결운행의 편의를 위해 관통로를 설치한 디자인이며 초기 제조차는 쿠하 153형 0번대와 같이 운전실의 전면창이 큰 저운전대 구조였지만, 401계는 1962년 제조분의 쿠하 401-23에서부터 421계는 1961년 11월에 제조된 쿠하 421-17 이후부터 각각 쿠하 153형 500번대와 같이 건널목 사고의 대책인 고운전대로 변경되었으며 이후 오랫동안 근교형 전동차 디자인으로 계속 사용되었다. 또한 403계·423계용을 포함한 지붕 위 통풍기 등 다른 부분에 대해서도 같은 시기의 쿠하 111형에 맞게 개량하고 있다.
대차는 전동차용이 101계와 동일한 DT21B형, 부수차용이 DT21B형을 기초로 하여 대차주형상 등을 부수차용으로 변경한 TR64형이다. 제동 장치는 비용 문제로 인해 디스크 브레이크를 사용하지 않고 답면제륜자로 했다. 또한 쿠하 401-47·421-41 이후에는 쿠하 111형과 같이 디스크 브레이크를 설치한 TR62형으로 바뀌어 브레이크 성능 증대를 도모했다.

## 401·421계

### 개요
국철 카르단 구동 방식의 전동차로서는 첫 양미닫이 3도어 구조인 근교형이다. 교류 전철화 구간과 직류 전철화 구간을 직통 운행할 필요가 있어 교류·직류의 접속 시 차상 전환 방식을 이용하는 교직류 양용 전동차의 실용 제1호로 개발되었다.
1961년 6월, 조반선 도리데역 - 가쓰타역 간의 교류 전철화에 대비하여 새로 제조된 계열이 401계로, 동시에 이미 전철화된 구간인 간몬 터널을 사이에 둔 산요 본선 오고리 역(현 신야마구치 역) - 시모노세키역 간의 직류 전철화 및 가고시마 본선 모지코 역 - 구루메 역 간의 교류 전철화에 수반하여 새로 제조된 계열이 421계다. 1966년까지의 사이에 401계 4량 25편성 100량과 421계 4량 23편성 92량이 생산되었다.
1960년에 양 계열 모두 양산 선행 시작차로 생산이 시작되었다. 401계의 양산 선행 시작차 4량 2편성의 완성 시에는 아직 조반선의 교류 전철화와 배치될 예정이던 가쓰다 전차구(현 가쓰다 차량센터)가 완성되지 않았기 때문에 우쓰노미야 기관구(현 우쓰노미야 운전소)에 잠정 배치되었으며 최초의 시운전은 도호쿠 본선에서 실시되었다. 그 후 해당 구간의 전철화 설비가 완성되는 대로 영업 개시에 대비하여 운행 시험이 실시되었다. 421계는 60 Hz로 전철화되었던 호쿠리쿠 본선에서 시운전이 실시된 후 규슈에서의 시험 운전을 실시했다.
또한 간몬 터널 통과할 때나 해안가를 운행할 때 바닷물로 인해 염분이 묻거나 염·진해로 인한 오손 등 때문에 절연체의 섬락사고가 연달아 발생하였으며, 일부 열차 운행을 객차나 기동차로 대체하는 사태도 발생했다.
1962년에는 철도 친우회로부터 제2회 로렐상을 수상했다.

### 차량 형식

#### 401계
모하 401-1 - 26
중간 전동차로, 주 제어기 외에 주 저항기·유도 분류기·전동 발전기 등의 직류 기기를 탑재한다. 26만 모하 403형의 개조차.
모하 400-1 - 25
중간 전동차로, 팬터그래프 외에 주 변압기나 주 정류기 등의 교류 기기를 탑재한다. 팬터그래프 부착부는 저지붕 구조로 했기 때문에 파운데이션 리어를 2개 설치하여 외부 공기 유입구를 차체 측면 막판 상부에 마련하고 있다.
쿠하 401-1 - 90
제어차로, 3위 측 구석에 화장실을 갖추고 있다. 전동차의 마루 밑장의 관계로 인해 본 형식에 공기압축기를 탑재한다.
저운전대 가운데 대부분의 차량이 전면 강화 공사와 거기에 수반한 전조등의 쉴드빔화를 시공했다.
51 - 90은 403계의 제어차로 제조되었다.

#### 421계
모하 421-1 - 23
모하 401형의 60Hz판.
21 - 23은 사야 420형에서의 개조차와 유닛을 조성하기 위해 모하 423형 제조 개시 후에 제조.
모하 420-1 - 23
21 - 23은 사야 420형에서의 개조차
모하 400형의 60Hz판.

### 구조
차체·대차 등의 개요에 대해서는 #공통 개요를 참조. 주 회로 기기는 101계의 것을 기초로 교류 구간에서의 맥류 대책을 고려하여 주전동기는 MT46A형을 개량한 MT46B형, 주제어기도 같은 CS12B형으로 했다.
팬터그래프는 교류 구간에서의 무가압 구간을 250mm 이상 확보해야 했기 때문에 PS16형의 대범위·공기 배관을 변경한 PS16B형으로 했다. 덧붙여 모하 420-19에서는 스테인레스제로 하여 염·진해대책을 실시한 PS16C형으로 했다.
401계·421계 양 계열의 상위는 교류 전철화의 전원 주파수 차이로 인해 조반선은 50Hz, 가고시마 본선·닛포 본선에서는 60Hz로의 송전에 대응한다. 양 계열이 설계된 당시에는 아직 50/60Hz 양용의 교류 기기(주변압기·주정류기·주평활반응 장치 등)가 개발되지 않고, 동일 설계를 채용해도 교류 기기에 관한 부분을 통일할 수 없었던 것으로 인해 별도의 계열이 되었다.

### 도장
차체 도장은 401계·421계의 선행 시작차에서 1961년 완성분까지는 로즈 핑크(빨강 13호)를 기조로 401계는 전면에 크림 1호, 421계는 크림 2호의 경계 색이 들어가는 국철 교직류 전동차의 표준 색으로 하고 있었다. 1962년 완성분에서 경계 색은 크림 4호로 통일되어 그 후 415계 500번대의 도중 제조분까지의 국철 교·직류 전동차의 표준색으로 하고 있었다. 덧붙여 등장 시에 401계는 제어차 전면 창 상부에 크림 1호의 식별 띠가, 421계는 전차의 측면 외판부(출입문 하부)에 크림 2호의 식별 띠가 있었지만, 식별 띠에 대해서는 1962년 완성분부터 401계는 생략, 421계는 정면까지 끌리도록 고쳐진 후 양 계열 모두 생략되었다. 그 후 조반선용에 대해서는 1985년의 츠쿠바 과학 만국 박람회 개최에 수반하여 1983년 8월부터 1985년 3월 16일에 걸쳐 이미지 업을 위해 아이보리 화이트(크림 10호)에 파란 띠(파랑 20호)로 변경되었다.
1986년 3월 이 도장의 415계 500번대 편성이 421계의 교체용으로 미나미후쿠오카 전차구에 전속한 이후 10월부터 본 계열을 포함한 규슈소속 차량도 이것을 모방한 도장을 채용하고 있다. 다만 흰 바탕은 같은 크림 10호지만, 파란 띠는 약간 남색인 파랑 23호를 채용하고 있어 창 상부에도 띠가 들어간다.

### 사야 420형
모하 420-21 - 23은, 151계의 큐슈 노선 연장 운행용으로 사야 420-21 - 23으로 등장했다.
1964년 10월 1일의 도카이도 신칸센의 개업에 맞춰 신오사카역 - 하카타역 간에 신칸센 연락의 전동차 특급 '쓰바메', '하토'를 운행하게 되었다. 운행 구간 중 신오사카 역 - 모지 역 간은 직류 전철화 구간이지만, 모지 역 - 하카타역 간은 교류 전철화 구간이기 때문에 시모노세키 역 - 하카타 역 간을 전기 기관차(시모노세키 역 - 모지 역 간은 EF30형, 모지 역 - 하카타 역 간은 ED73형)로 견인했다. 그러나 단지 전기 기관차로 151계를 견인하는 것만으로는 같은 형식의 서비스용 전원 확보 가능성이 손실되어 전원차로 모하 420형을 기초로 하여 필요한 기기류를 설치한 사야 420형을 제조하여 전기 기관차와 151계의 사이에 편성하여 전원을 공급했다. 사야 420형의 투입으로 결정하기까지는 사쓰 151형에 교류 구간용의 전원 장치를 탑재하는 안이나, 전원 장치를 탑재한 교직류 전기 기관차를 새로 제조하는 안 등도 존재하고 있었다. 모하 420형으로의 변경을 용이하게 하기 위해 좌석은 통상대로 배치되어 있으며 통로나 출입문부의 마루 등에 전원용 기기가 배치되어 있었다.
다음 1965년 10월 1일에 교·직류 양용의 481계로 교체되어 사야 420형은 불필요하게 되어 당초의 계획대로 모하 420형으로 개조되어 별도로 쿠하 421형 및 모하 421형을 새로 제조한 다음 4량 3편성으로 조성되었다.

### 폐차
401계의 양산 선행차는 1978년, 421계의 양산 선행차는 1979년에 제조로부터 20년을 넘기지 않고 폐차되었다. 대량생산차의 저운전대 차량도 JR로 승계되지 않고 1987년까지 모두 폐차되었다. 고운전대 차량은 일부를 제외하고 대부분이 잔존하게 되어 401계는 JR 동일본에, 421계는 JR 규슈에 승계되었다.
401계는 전동차유닛 및 같은 시기에 제조된 제어차의 모두 냉방 개조 대상에서 제외되어 비냉방인 채로 1991년까지 전차량 폐차되었다.
421계는 JR 이행 후의 1987년 당시 재적하고 있던 모든 차량이 후술의 423계와 같은 상치형 냉방 장치를 이용하는 냉방 탑재 공사를 받았다. 이 시점에서 JR 규슈의 영업용 전동차는 완전 냉방화를 달성하였다. 그 후 811계와 813계의 증비로 1996년까지 모든 차량이 폐차되었다.

## 403계·423계

### 개요
401계·421계에 탑재하고 있던 주전동기는 출력 100kW의 MT46 계열이었지만, 이것을 120kW로 출력을 향상한 MT54 계열로 변경한 계열이다. 역시 주변압기 등의 차이로 조반선용은 403계, 규슈용은 423계로 구분하고 있다. 1965년에 각각 미토선 전철화 준비용과 가고시마 본선 구마모토 전철화 연장용으로 새로 제조되었다. 전동차는 403계가 모하 403·402형, 423계가 모하 423·422형이 되었지만, 부수차의 제어차는 앞에서 서술한 쿠하 401·421형이 계속 새로 제조되었다. 1968년까지 제조되어 제조 양수는 403계가 4량 20편성 80량, 423계가 4량 30편성 120량이다.
덧붙여 최종증비차인 403계 제20편성·423계 제29·30편성은 아래의 개량을 했다.
- 옥상 통풍기를 글로브형에서 수납하는 형태로 변경.
- 좌석 등받이의 변경.
- 객실측문의 스테인레스화.
- 403계에서는 행선표시와 급행표시 대면 배치 등을 423계의 배치와 동일한 것으로 변경·통일.

### 차량 형식

#### 403계
모하 403-1 - 20
모하 402-1 - 20

#### 423계
모하 423-1 - 30
모하 422-1 - 30

### 냉방 개조
403계·423계는 401계·421계와 달리 제조년이 다른데다 장기간의 사용이 예정되어 있던 터라 415계와 동등한 서비스 레벨을 확보하기 위해 1979년부터 냉방 개조가 실시되었다. 423계의 일부를 제외한 국철 시대에 개조된 편성과 403계 제7편성은 집중형 AU75 계열로의 냉방화였다. 주된 시공 내용은 다음과 같다.
- 각 차량에 냉방 장치·송풍 덕트·냉방 배전반 추가
- 짝수 방향 Tc차에 냉방·제어 회로 전원용 160kVA MG 및 그 부속 장치 추가
- 짝수 방향 Tc차 승무원실 배면에 냉방 총괄 제어반 추가
- M'차 주정류기를 RS22A형으로 대체[8]
- M차의 제어용 20kVA MG를 철거하고 보조 변압기를 신설
- 각 차량의 점퍼 연결기의 교체(KE58형×2→KE76형×3) 등 차량간 연결기의 변경

이것에 의해 Tc차는 연결부가 편개 통로막이 되어 방향이 고정되었다. 또한 짝수 방향 Tc차에서는 승무원실에 운전대측 후부에 배전반을 설치했기 때문에 후부 측면창이 폐지되어 그 부분의 롱시트는 2명분으로 변경되었다. 또한 각 차량 모두 후방 차량 단부측 창 상부에 측면 행선 표시기의 설치 준비 공사가 시행되었다. Tc차 전두부의 상형 통풍기는 쿠하 401형에 한해서 글로브형으로 교체·통일되었지만, 쿠하 421형 및 쿠하 411형의 유일한 냉방 준비차인 쿠하 411-335는 상형통풍기인 채 존치하고 있었다. 한편 403계 제9편성(K552편성)은 1989년 갱신·개조시에 집약 분산식의 AU712형을 탑재했지만, 모하 402-9에 한정하여 차체 구조상의 형편으로 집중식의 AU75계를 탑재했다. 또한 쿠하 401-51등 415계 700번대와 조성하는 일부의 쿠하 401형도 갱신과 동시에 AU712형으로의 개조를 실시하고 있다.

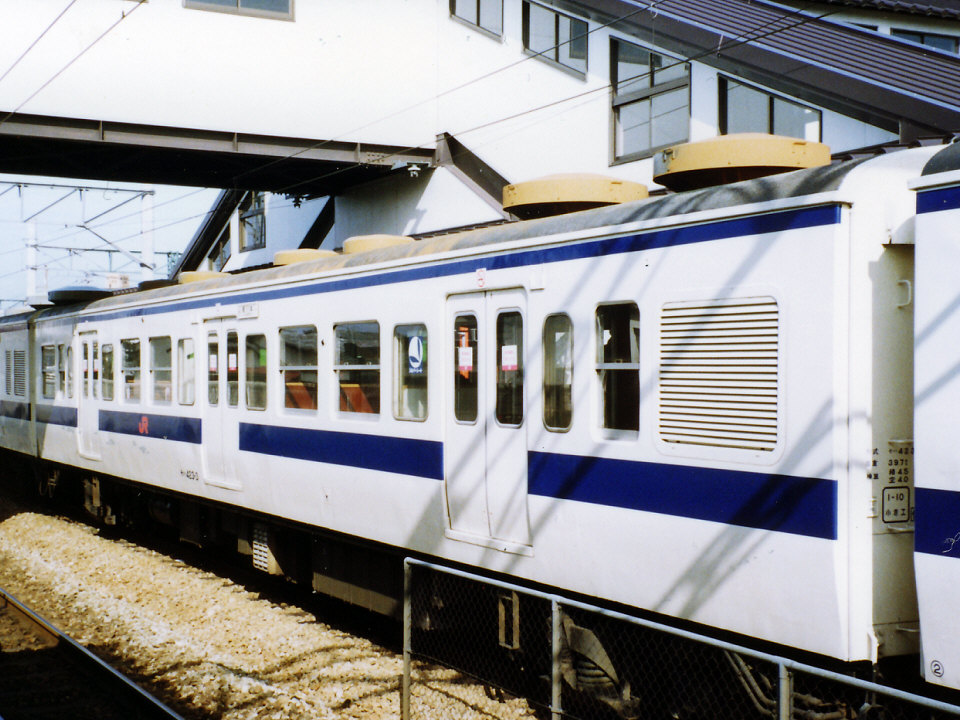
AU2X형 냉방 개조차
모하423-3

421계·423계의 냉방 개조는 일부가 분산식이거나 상치식의 냉방 장치로 시공되었지만, 이 양방식의 급전은 주변압기 3차 코일에서 실시하기 때문에 직류 구간에서는 냉방을 사용할 수 없었다. 이 때문에 421계·423계 말기는 직류 구간 연장 운행이 시모노세키 역까지 한정되는 오이타 전차구(현 오이타 철도 사업부 오이타 차량센터)에 집중 배치되었다. 상치형 냉방 장치 탑재차는 냉방 장치 부분의 루버와 특대의 글로브형 옥상 통풍기가 외관상의 특징이다.

### 운용·폐차
1967년 10월 1일의 다이어 개정으로 401계·403계를 사용한 부정기 급행 '도키와' 1왕복이 우에노역 - 미토역 간에 휴일 운행 열차로 설정되었다. 1968년 10월 1일의 다이어 개정에서는 정기 열차로 승격하여 하행열차는 미토에서 헤이(현 이와키)까지 보통 열차로 연장 운행하고 있었다. 그러나 1971년 4월 20일부터 다시 부정기 운행이 되어 1978년 10월 2일의 다이어 개정으로 폐지될 때까지 운행되었다.
1968년 10월 1일의 다이어 개정으로 421계·423계를 사용한 급행 '유노카'가 하카타역 - 오이타 역 간에 1왕복, 급행 '긴난'이 하카타 역 - 구마모토 역 사이 하행 1회가 설정되었다. 1972년 3월 15일의 다이어 개정으로 양열차 모두 475계로 교체할 수 있었다.
사고 폐차가 된 403계 2량과 423계 1량을 제외하고 전차량이 JR 동일본·JR 규슈에 승계되었다. 그러나 403계의 일부는 비냉방인채로 분할 민영화 후의 1990년 - 1992년에 415계 1500번대로 옮겨져 폐차되었다. 또한 403계 냉방차는 E501계의 2차차가 투입된 1997년에 13량이 폐차되었지만 그 다음은 같은 계열을 새로 제조하는 것을 중지했기 때문에 당분간 폐차는 없었다. 그러나 2005년 7월부터 E531계가 투입되면서 다시 폐차가 시작되었다.
가쓰다 차량센터(구·가쓰다 전차구) 소속차 가운데 K821편성의 쿠하 401-83·84의 전조등은 국철 시대에 벌써 시험적으로 전면 강화 공사가 이루어지고 있었기 때문에 JR화 이후 건널목 사고 대책으로 추진된 전조등의 쉴드빔화를 수반한 전면 강화 공사를 실시하지 않고 백열등인채로 잔존하고 있었다. 이 K821편성은 2005년 9월 15일에 쿠하 401-82가 K513편성의 쿠하 411-213으로 교체되어 K921편성이 되었으며, 다음 10월 22일의 해당 센터의 일반 공개시 이와키의 원형 전조등차를 포함한 4량과 우에노 방면 3량으로 분할하여 전자는 31일에 고리야마 종합 차량 센터로 폐차 회송되었다. 또한 후자는 뒤에 서술하는 쿠하 415-1901과 연결하여 가쓰다 차량센터에 유치되어 후에 K621편성을 자칭하고 있었지만, 2006년 3월 10일 전후에 고리야마로 폐차 회송되었다.
423계는 1996년부터 폐차가 개시되어 2001년까지 모두 폐차되었다. 조반·미토 선용의 403계나 노후화가 진행되었기 때문에 E531계로 차례차례 교체할 수 있었기 때문에 2007년 3월 18일의 다이어 개정으로 운용에서 이탈하고 2008년까지 전차량 폐차되었다. 상대적으로 소수파인 적도 있었기 때문에 3월 17일의 영업 마지막 날까지 운용되었던 것은 K903편성에 조성되어 있던 모하 403·402-12의 유닛뿐이었다.

## 개조차

### 쿠하 401-901→101
조반선의 기본 편성 재조합 등에 수반하여 부족한 선두차를 115계의 쿠하 115-612에서 401계의 제어차로 개조·편입한 차량으로, 1986년에 1량만이 오미야 공장(현 오미야 종합 차량센터)에서 개조되었다. 개조 초기에는 901을 자칭하고 있었지만, 1987년 1월에 101로 개번되었다.
백의 자리 숫자가 '1'이라는 홀수의 번대 구분이 부여되었지만 짝수 방향 차량이다. 개조 시 전동 공기압축기(CP)를 탑재했다.
115계의 개조차이기 때문에 지붕 위의 통풍기가 갑입식이며, 승강문에 반자동의 대형 손잡이봉이 장착된 것, 선두부 막 설치 부분의 구조가 차이가 나는 것, 타이 경적 커버가 한랭지 사양인 셔터식으로 되어 있는 등 많은 차이점을 볼 수 있었다. 그러나 냉방차가 아니었던 터라 다른 401계·403계 비냉방차 등과 함께 415계 1500번대로 교체되어 개조 후 불과 5년도 안 된 1991년에 폐차되었다.

### 모하 401-26
1979년에 조반선에서 발생한 건널목 사고로 인해 편성 중의 우에노 방향 제어차인 쿠하 401-52및 모하 402-1이 폐차되었기 때문에 나머지의 차량을 401계 초기차(저운전대 차량)와의 편성과 새로 조성하게 되었으며, 같은 해 모하 403-1에 주전동기의 교환 등을 고리야마 공장에서 시공 후 모하 401형의 최종 증비차 속번에 편입했다. 이때 401계 측의 쿠하 401-13 및 모하 401-7는 해당 구에서 폐차되었다. 그 후 해당 차량은 냉방 개조 등도 실시되지 않고 1987년 개조 후 조성 상대가 된 모하 400-7이나 쿠하 401-14와 함께 415계 1500번대로 교체되면서 폐차되었다.
403계 시대부터 해당 차량과 편성을 함께 하고 있던 한편의 제어차인 쿠하 401-51은 1985년에 7량 편성 조성을 위해 방향 전환·냉방 전원용 MG의 탑재를 수반한 개조를 실시한 후 415계 편성에 조성되었다. 1990년에 집약 분산식 냉방 장치 AU712형을 탑재하여 냉방화 개조 및 차량 업그레이드를 받았다.

## 415계

### 개요
이상의 계열에 이어 1971년부터 생산이 개시되었다. 교류 50/60Hz 양용의 TM14형 주변압기를 탑재한 '3전원 방식'이 되었다.

### 차량 형식
모하 415형
모하 414형
쿠모하 415형(800번대만)
쿠하 411형
쿠하 415형(800·1900번대만)
사하 411형
411·415라고 하는 어중간한 형식이 채용되어 쿠하 411형이 300번대에서 301번으로부터 제조된 것은 415계 등장시 401계·403계의 411계·413계로의 형식 변경, 및 쿠하 401형·쿠하 421형의 쿠하 411형 0번대(1 - 90)·100번대(101 - 206)로의 개번이 계획되었기 때문이었으나 실현에는 이르지 않았다.

### 구분 번대

#### 보통 강철제 차량

##### 0번대

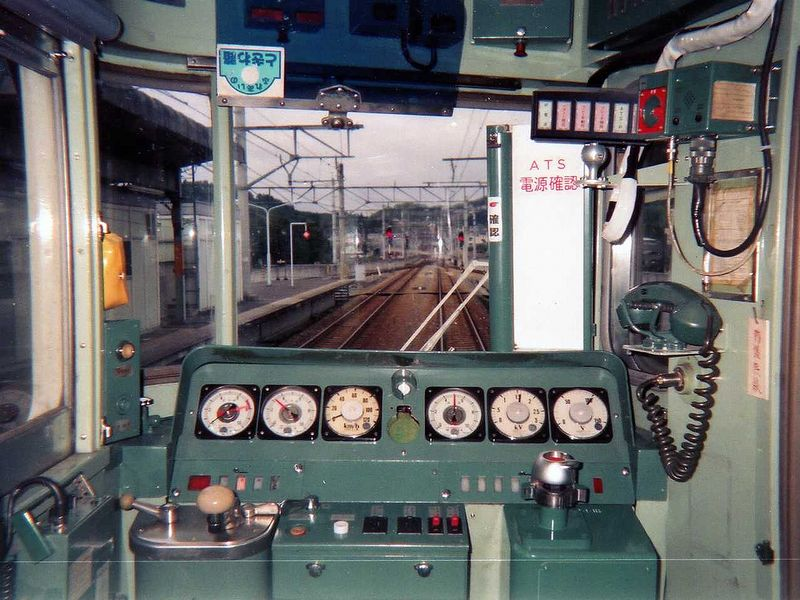
쿠하 411형 운전대

기본 번대 차량이다. 제어차는 상기 계열에서의 편입을 계획하고 있었기 때문에 300번대로 구분되었다. 또한 이 번대만 화장실이 양선두차에 있다.
1974년의 제4편성 이후는, 당시 제조되었던 113계·115계와 같이 냉방 장치의 설치를 시작하여 객실내에서는 외부 부착 유닛 새시창의 채용, 롱시트부의 좌석 개선, 쿠하 411형에서는 운전실의 확대 및 운전대의 유닛화 등이 실시되었다. 또한 공해방지 대책으로 주변압기 등의 냉각유를 PCB유에서 실리콘유로 변경하고 있다. 비냉방차로 등장한 제3편성까지 붙어 1977년까지 개조에 의해 냉방화되었다. 냉방 전원용 MG는 직류의 양계열과는 달리 짝수 방향 쿠하 411형에 해당 차량을 포함한 4량 급전대응 160kVA의 것을 탑재하고 있다. 이것에 의해 쿠하 411형은 방향이 고정되었다.
가쓰타 차량센터·미나미 후쿠오카 차량구·모지코 운전구 소속의 일부 편성은 쿠하 411형 화장실 대향부를 제외하고 롱시트로 개조된 차량이 있다. 또한 JR 규슈 소속차에서는 옥상 통풍기와 팬터그래프 주변 저지붕 구조부의 외부 공기 유입구, 조반선용 열차 무선 안테나 대좌 및 배관이 철거되었다. 게다가 차체 갱신 개조시 측창이 일부를 제외하고 고정화되었다. 또한 4량 편성에 2곳이던 화장실 중 홀수 방향 선두차의 것이 철거된 편성도 있다.
1975년 제조의 쿠하 411-335는 사고 폐차가 된 423계 선두차 쿠하 421-43의 대체로 새로 제조되었기 때문에 냉방 장치는 달지 않고 본 계열에서 유일한 냉방 준비차로 완성되어 1983년에 편성을 짜는 423계와 함께 냉방화되었다. 냉방 준비차 특유의 맨 앞부 대형 상형 통풍기나 냉방 장치도 AU75계에서도 외부 키셋을 스테인레스제로 한 AU75E형을 탑재하는 등 이색적인 외관이 특징이었다. 또한 해당 차량의 증비로 이후 0번대 선두차의 홀수·짝수 차량 번호의 순서가 역전하고 있다. 해당 차량은 2001년에 423계의 전량 폐차와 동시에 폐차되어 415계로 첫 폐차가 되었다.

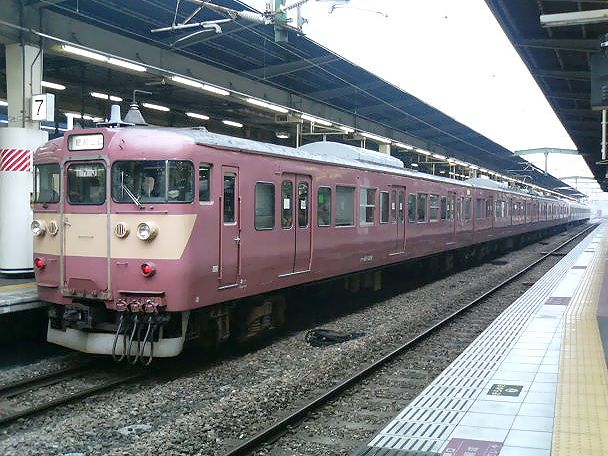
JR 규슈 리바이벌 구도장 편성
미나미후쿠오카 소속 FM5편성

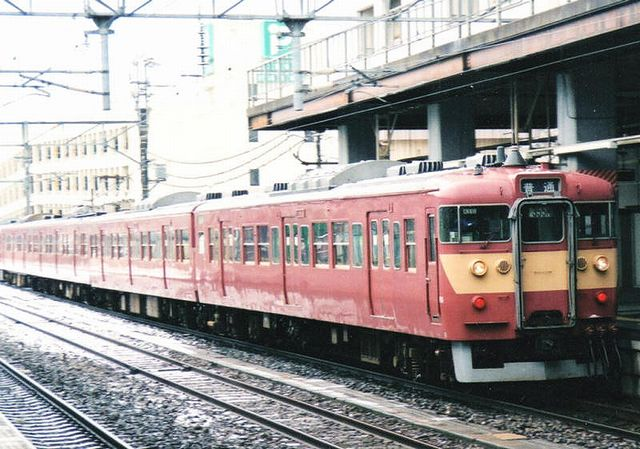
JR 동일본 리바이벌 구도장 편성
카쓰타 소속 K510편성

2000년 미나미 후쿠오카 소속의 FM5편성이 밀레니엄 기념차 구도장으로 복원되었으며 다음 2001년에는 조반선 가쓰타 전철화 40주년 기념차 K510편성이 구도장으로 복원되었다. 그 후 K510편성은 조반색으로 돌아왔지만, 쿠하 411-320이외는 K910편성이 된 후에 폐차되어 쿠하 411-320는 K601편성의 선두차로서 운용되었다. 한편 FM5편성은 2010년에도 구도장인채 운용을 계속하고 있다.
가쓰타 차량센터 소속차는 E531계로의 치환에 의해 2007년 3월 17일까지 전차량 영업 운행을 종료했다.
JR 규슈에 재적하는 0번대에서 세미 크로스시트 형태를 남기고 있던 Fo-2·Fo-3편성은 2010년 4월 시점에서 가고시마 종합 차량소에 유치되었지만, Fo-2편성은 같은 해 7월 2일 - 3일에 걸쳐 고쿠라 공장으로 폐차 회송되었다.

##### 100번대

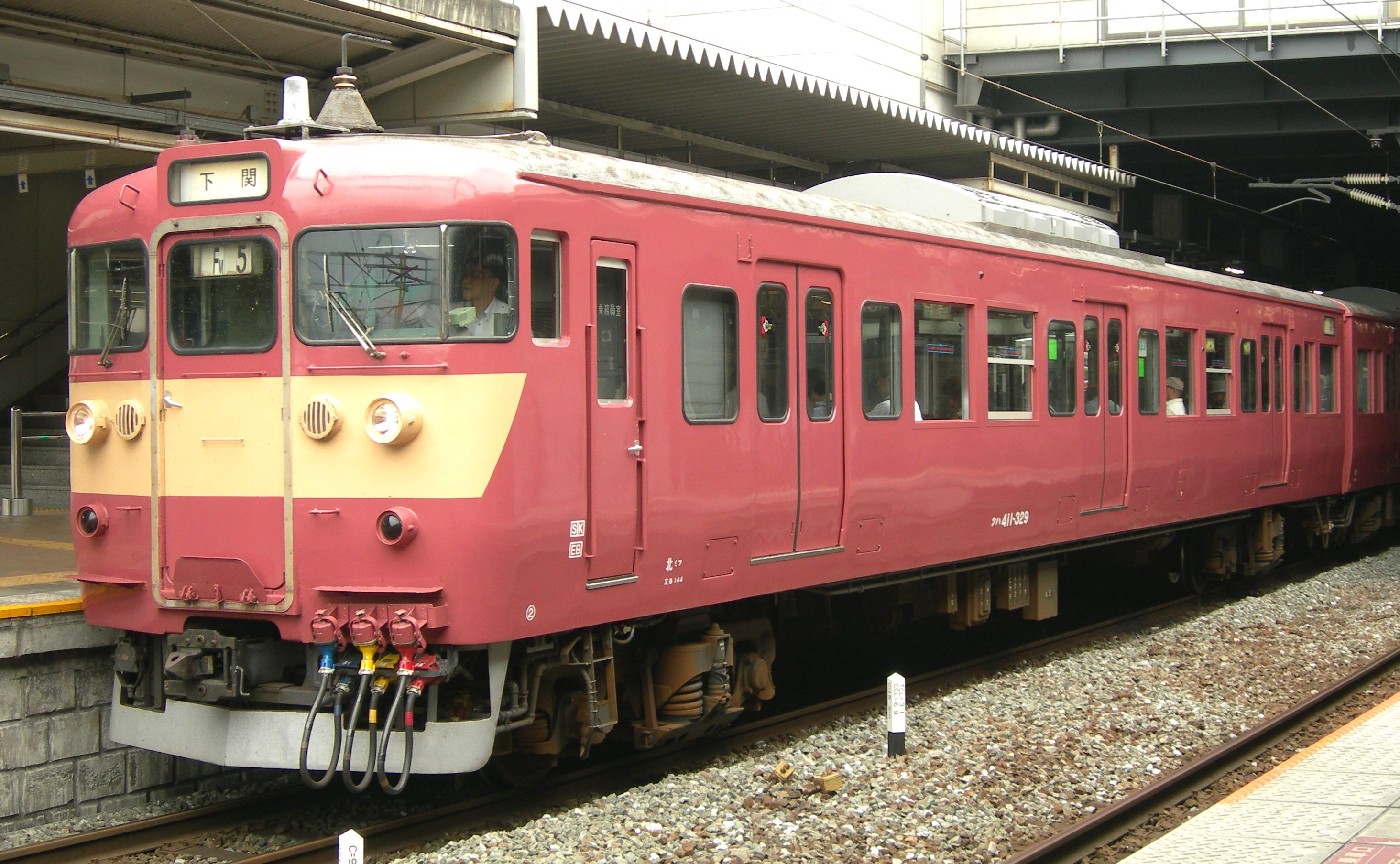
쿠하 411-329
JR 규슈 소속차

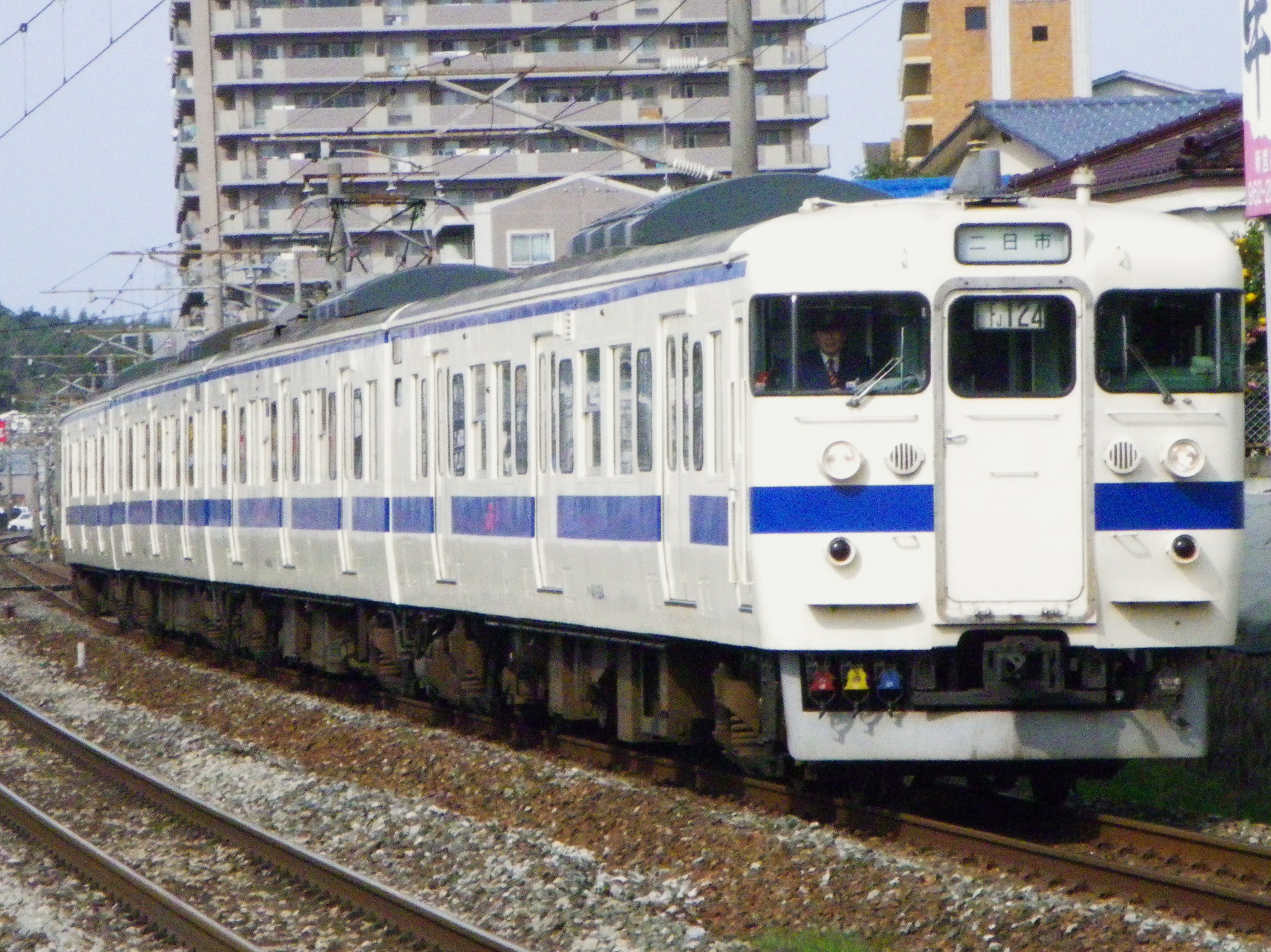
차체 갱신으로 측면창의 일부가 고정화된 JR 규슈 소속차

1978년부터 제조된 크로스시트부의 좌석 간격(시트 피치)을 종래차의 1,420mm에서 1,490mm로 70mm 확대한 차량이다. 차체 구조는 같은 시기에 제조되었던 113계 2000번대와 기본적으로 동일하다. 화장실은 짝수 방향 제어차에만 설치되고, 제어차는 홀수 방향(쿠하 411-101 - )과 짝수 방향(같은 쿠하 201 - )으로 구분되었다.
JR 규슈 재적차는 오이타 차량센터 배치의 일부 차량을 제외하고 화장실 대향부 이외의 좌석이 롱시트로 개조되었다. 또한 옥상 통풍기와 팬터그래프 주변 낮은 지붕 구조부의 바깥 공기 유입구, 조반선용 열차 무선 안테나 대좌 및 배관이 철거되었다. 게다가 차체 갱신 개조시 측창은 일부를 제외하고 고정화되었다. 그 한편으로 JR 동일본 재적차는 차례차례 E531계로 교체되어 재적하고 있던 차량은 같은 해 3월 17일로 영업 운행을 종료했다.
1984년에 증비된 짝수 방향 쿠하 411형의 기능을 갖춘 중간 부수차의 사하 411형은 1 - 4로 구분되어 있다. 이 중 1 ~ 3의 냉방 전원용 MG는 새로 제작 시 설치 공간을 확보한 준비 공사차로 다음 1985년의 7량 편성 조성시에 설치되었다. 덧붙여 같은 시기에 제조된 모하 415·414-127·128에는 페어가 되는 선두차가 존재하지 않는다. 또한 이러한 100번대 최종증비차는 당초부터 조반선 신도색으로 등장하여 옥상 통풍기, 냉방 장치의 외부 키세, 실내의 컬러 분위기가 후술의 500번대에 맞춘 것이 되었다. 또한 크로스시트 부분의 배색은 전년의 713계와 유사하다.

##### 500번대

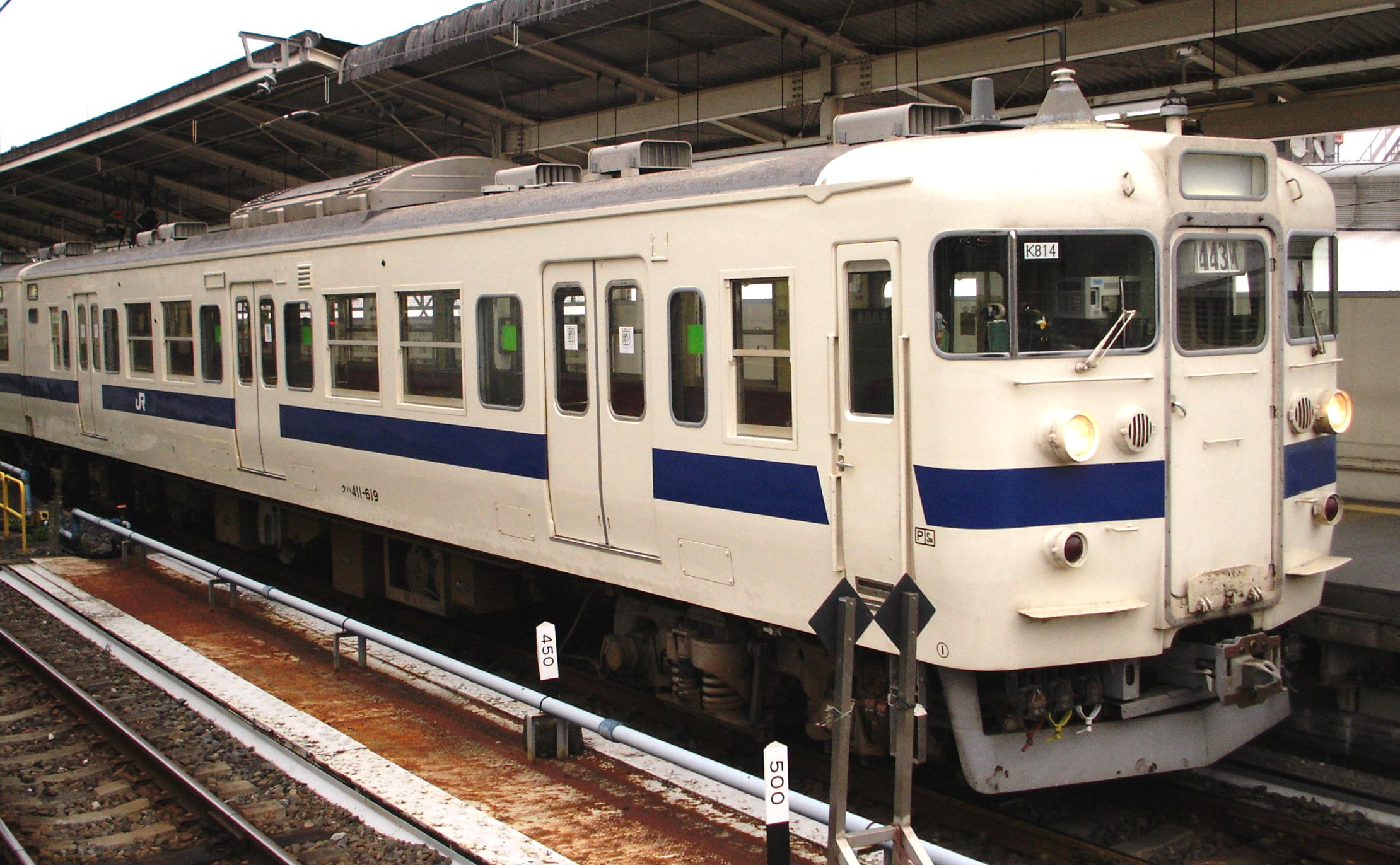
쿠하 411-619

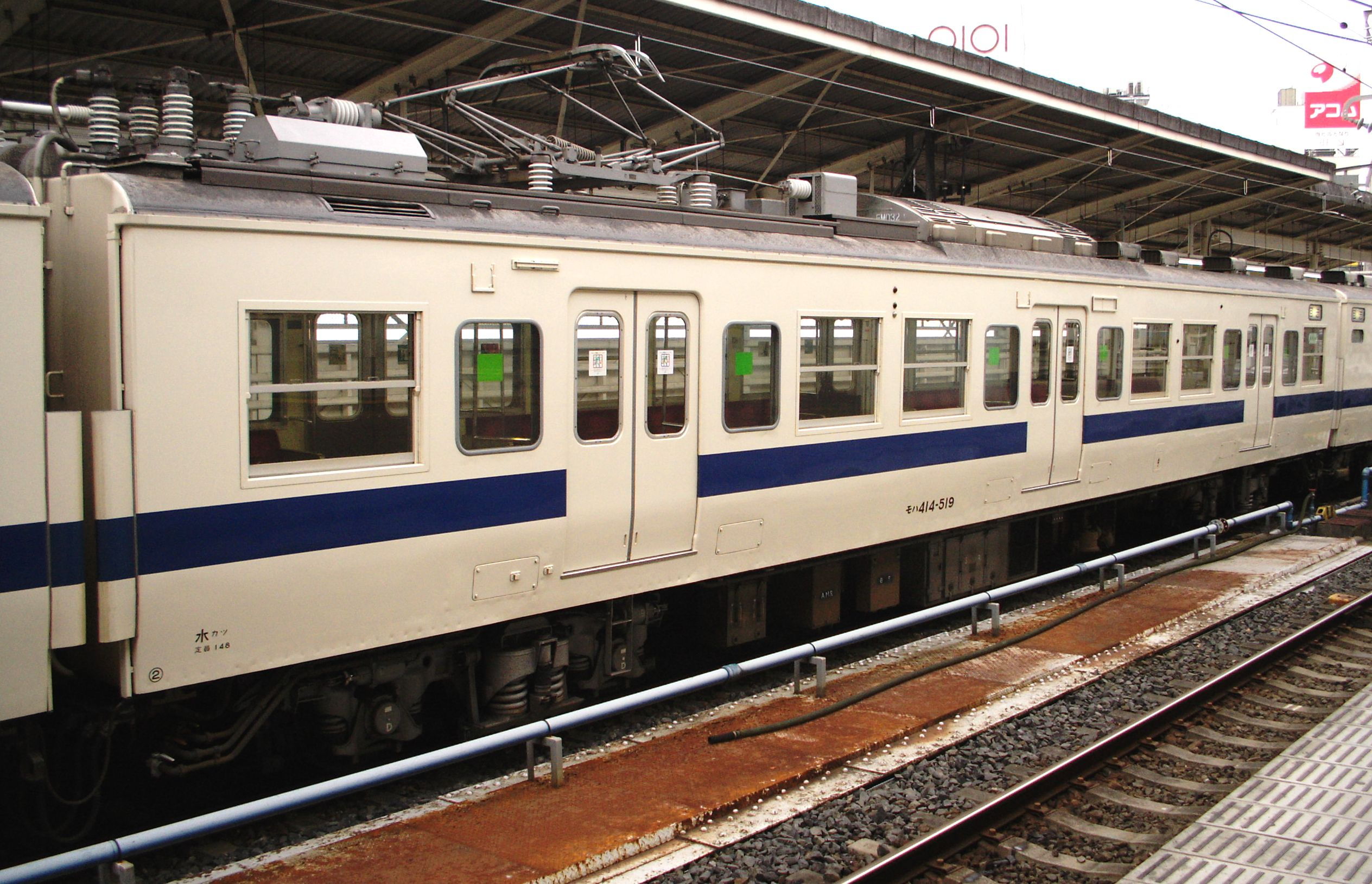
모하 414-519

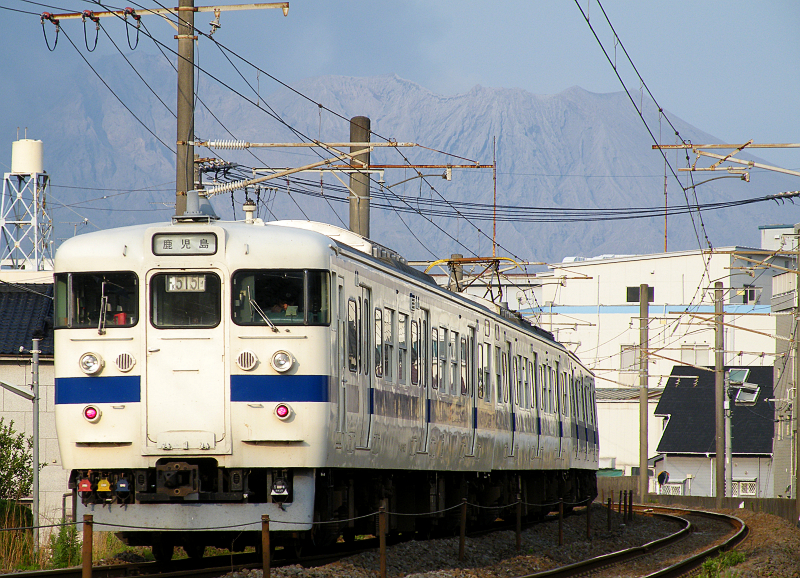
JR 규슈 FK515편성

조반선의 혼잡 완화를 목적으로 1982년부터 제조된 롱시트차이다. 다만 화장실 대향부는 크로스시트가 적용되었다. 짝수 방향 선두차는 쿠하 411-601 - 로 구분되었다. 창배치등의 외관은 100번대와 거의 같지만 옥상 통풍기는 박스형으로 변경되었다. 내장의 디자인과 컬러 스킴은 당시 증비되었던 201계에 맞출 수 있어 좌석의 단부에는 팔걸이 구분을 설치했다. 롱시트의 구조와 치수는 105계 신제조차 그룹과 거의 동등하고 착석면이 낮아 깊은 편이다. 당초 차내 금연 구간이 우에노 역 - 쓰치우라역간만이었기 때문에 롱시트차면서 각 차량의 출입대의 도어 포켓창 하부와 처부에 재떨이가 설치되어 있었다. 또한 부식 방지의 관점으로 차체거부에 스테인레스가 이용되어 1982년제 510·610 - 512·612에서는 냉방 장치의 외부 키세가 스테인레스화되었다. 이 외 1984년 제조분의 513·613 - 516·616에서 조반·미토선 신도장이 되어 다음 1985년 제조의 521·621 - 524·624는 뒤에 서술하는 700번대에 맞춰 변압기가 변경되어 차내의 천정 구조도 냉방 덕트를 평활화하여 평천정이 되었다. 또한 도어 엔진 부분에도 증비시기에 의한 변천을 볼 수 있다.
당초는 전차량 가쓰타에 배치되었지만, 1986년 3월 513·613 - 517·617의 5편성이 421계를 교체하기 위해 미나미 후쿠오카에 전속했다. 그 앞으로 2007년 2월 513·613에 517·617의 2편성, 같은 해 3월에 514·614 - 516·616의 3편성이 475계·457계를 교체하기 위해 가고시마 종합 차량소에 전속했다. JR 규슈 재적차는 옥상 통풍기와 팬터그래프 주변 저지붕 구조부의 외부 공기 흡입구가 철거되었다. 또한 가쓰타 소속차에는 좌석이 버킷화되어 착석면이 약간 높아진 차량이 존재하고 있었다. 가쓰타 소속차는 2007년 3월 17일까지 정기 영업 운행을 종료했다.
덧붙여 보류차가 되었던 K607편성의 507·607과 K620편성의 520·620의 2편성 8량은 1500번대의 편성과 함께 2008년 12월에 JR 규슈에 양도(12월 24 일자로 폐차)되었다. 구 K607편성은 고쿠라 공장, 구 K620편성은 가고시마 종합 차량소에서 정비되어 구 K620편성이 FM520편성, 구 K607편성이 FM507편성이 되어 미나미 후쿠오카 전차구로 배치되었으며(각각 2009년 3월 9일·11일자로 입적) 2009년 3월부터 영업 운행을 개시하고 있다.

##### 700번대

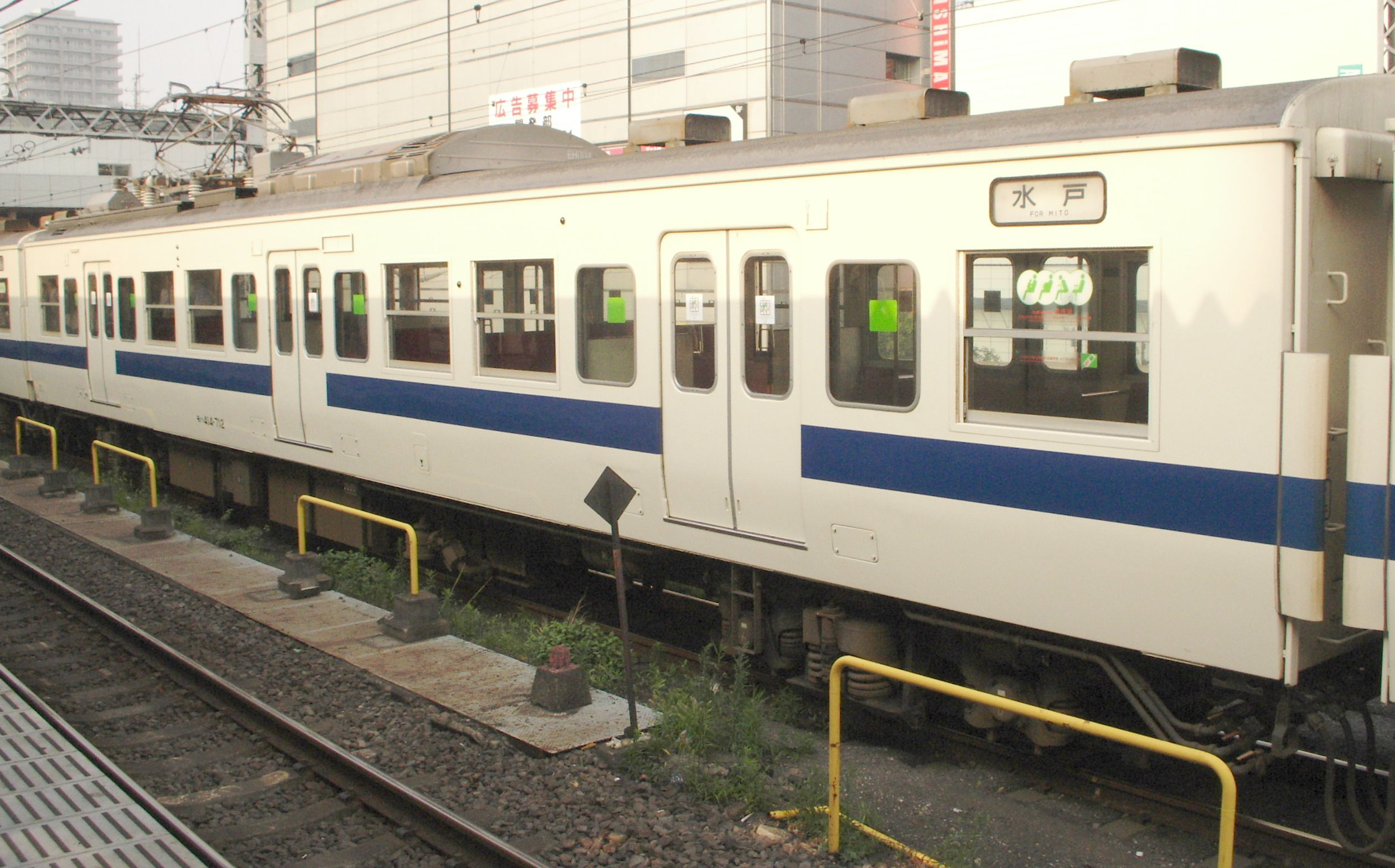
모하 414-712

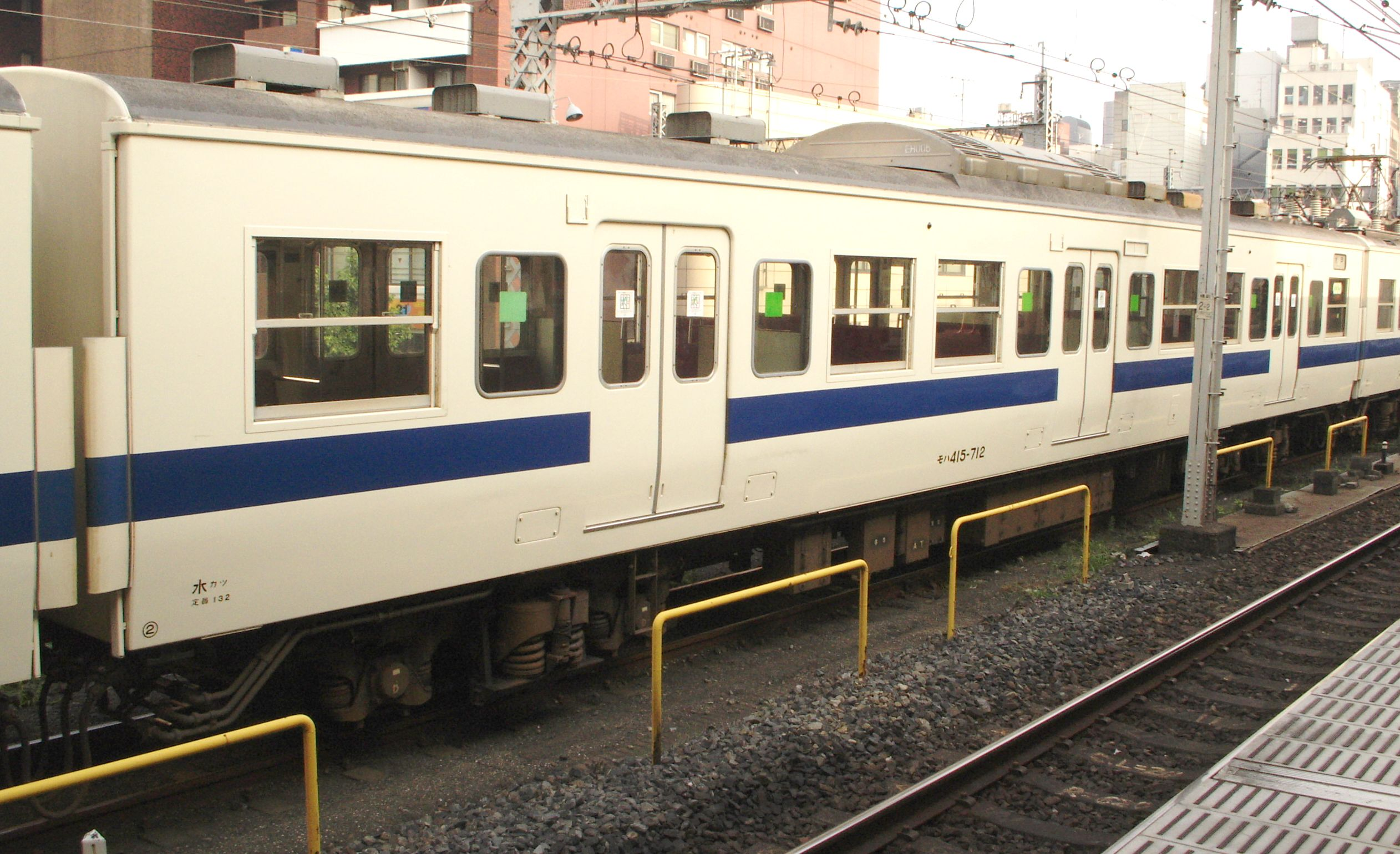
모하 415-712

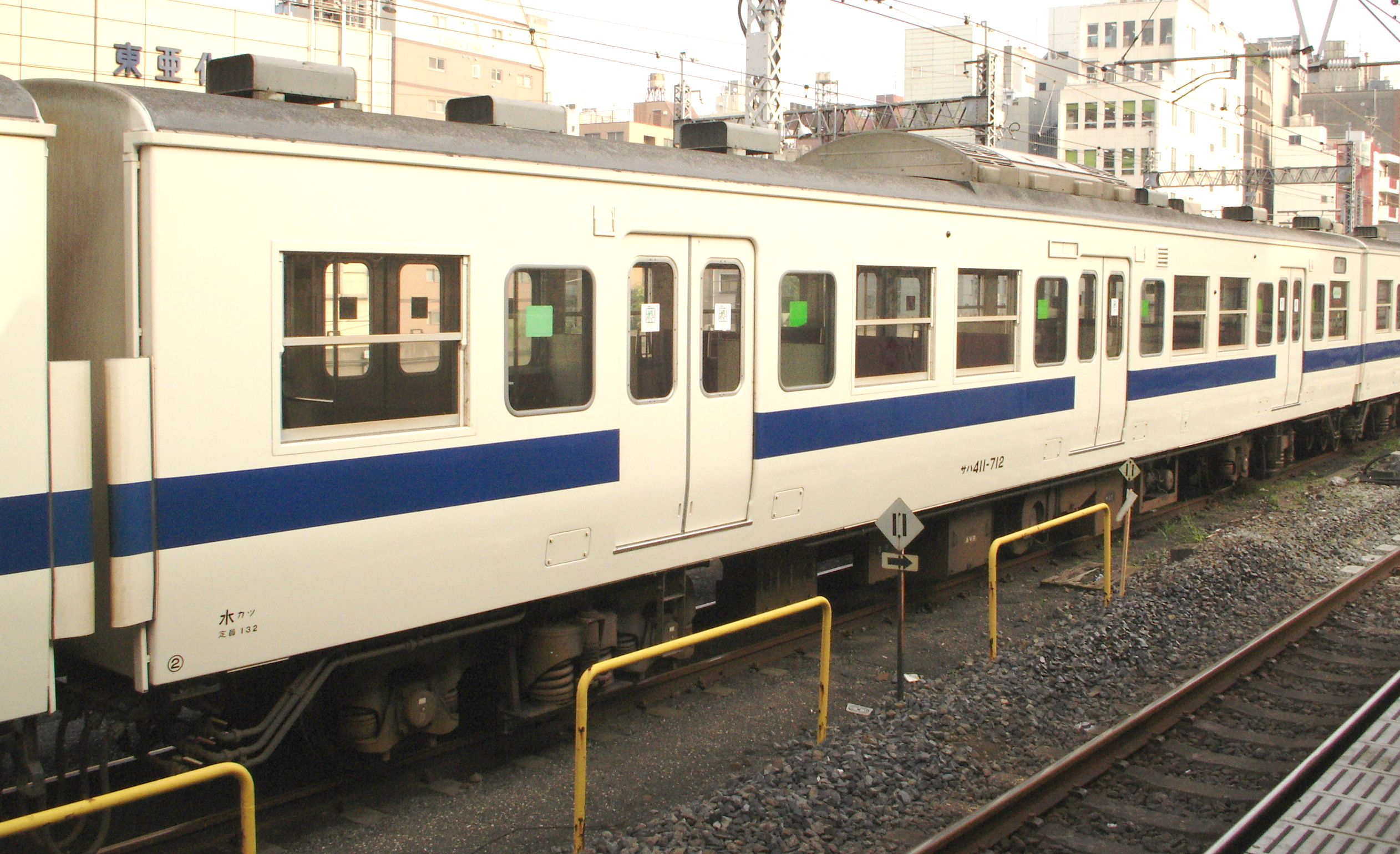
사하 411-712

1984년 - 1985년에 제조되었다. 차량단부측을 롱시트로 한 세미 크로스시트차로 주변압기를 자연 냉각식으로 개량하여 차내의 천정 구조를 평활화하고 있다. 차내의 배색은 100번대 최종증비차와 같다. 1985년의 과학 만박 개최에 대비한 조반선의 수송력 증강을 위해 투입되어 완성 당시부터 조반·미토선 신도장이었다.
일부의 4량 편성을 7량 편성화 목적을 위해 중간차만이 제조되어 선두차는 기본 편성 7량 편성의 4량 편성화에 수반하여 1989년 사하 411-707에서 개조된 쿠하 411-701만이 존재하고, K522편성의 이와키 방향 선두차로 운용되었다. 전차량 가쓰타 차량센터에 배치되어 있었지만 2007년 3월 17일까지 정기 영업 운행을 종료했다. 2008년 7월까지 전차량 폐차되어 폐차 구분 번대(사하 411형은 폐차형식)가 되었다.
500·700번대의 완성시 공식 시운전은, 히타치 제작소 제조분에서는 규슈 지구, 일본차량 제조분에서는 호쿠리쿠 본선을 주행한 사례가 있다.

##### 800번대

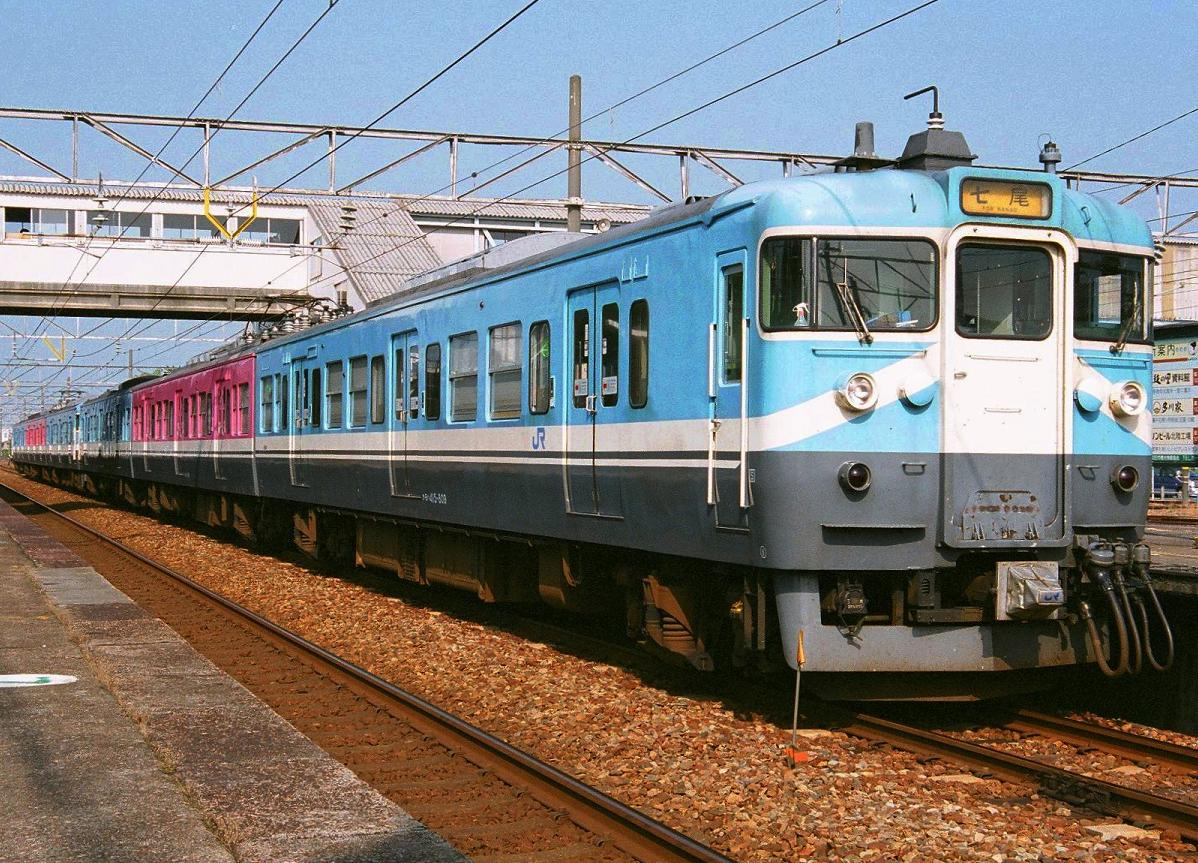
800번대

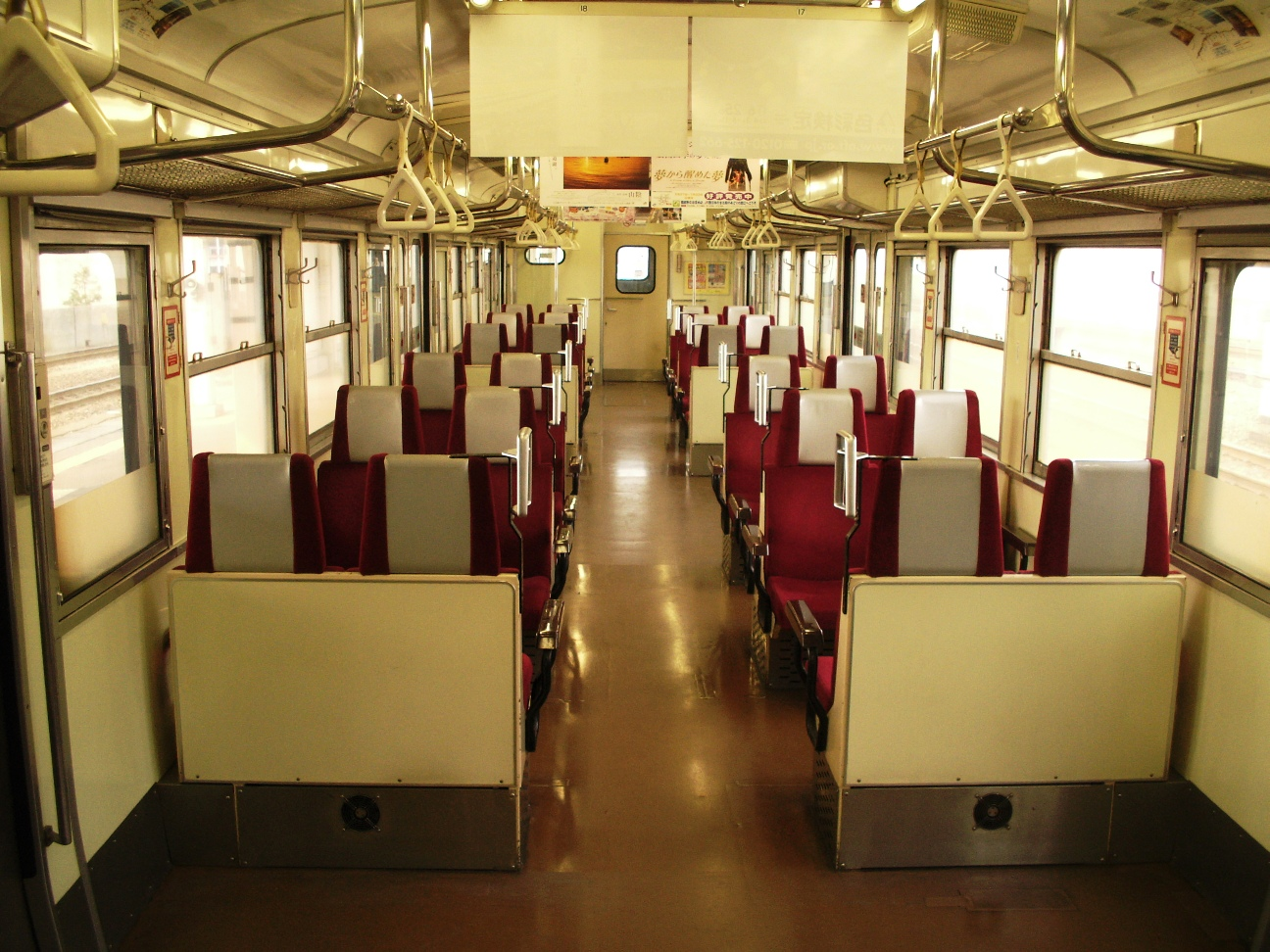
800번대 차내

JR 서일본이 1991년 나나오선 직류 전철화에 즈음하여 교류 전철화 구간인 호쿠리쿠 본선과 직통 운전을 실시하는데 있어 보통 열차용 교직류 전동차가 필요했기 때문에 113계에 교류 기기를 탑재하고, 본 계열에 편입하여 800번대로 한 것이다. 구체적으로는 당시 후쿠치야마 운전소(현 후쿠치야마 전차구)에 배치되어 오로지 직류 전철화 구간의 특급에 사용되었던 485계에서 교류 기기를 철거하고 염출한 교류 기기를 해당 전차구의 113계 800번대 및 아보시 전차구(현 아보시 종합 차량소)·히네노 전차구의 113계 0번대에 탑재시켰다.
나나오 방향에서의 쿠모하 415형 - 모하 414형 - 쿠하 415형의 3량 편성을 짜서 본 계열에서는 첫 제어 전동차 쿠모하 415형이 등장했다. 일부의 쿠모하·모하는 비냉방이었기 때문에 냉방 장치의 탑재 개조도 동시에 시공했다. 또한 통풍기의 변경이나 마루밑 기기에서의 커버 설치 등 각종 내한화 시공, 한층 더 나아가 개조된 종래차는 1969년 이전의 제조분에서 도장의 박리·소지 조정 등을 추가한 연명 NB공사를 시행했다. 차체 도장은 상부 선두차는 파랑, 중간차는 핑크로 하고 하부를 그레이, 경계에 백대로 했다.
급행 '노토'의 운용을 고려하여 차내 설비의 갱신도 실시되었다. 출입문간에는 크로스시트를 버킷형의 것으로 교체하고 시트 피치를 1,700mm로 확대하여 출입문 양측 2명분 롱시트는 철거했다. 또한 차량단부측은 쿠하의 화장실앞을 제외하고 롱시트로 변경했다. 그 때문에 좌석 정원이 감소하고 있다.
현재는 나나오선 및 호쿠리쿠 본선 고마쓰 역 - 쓰바타 역 간의 보통으로 운용되고 있어 413계 등과 병결하여 운행되기도 한다. 소속은 가나자와 종합 차량소이다. 2000년부터 반자동문을 버튼 조작식으로 개조하는 공사가 차례로 진행되어 2004년 이후는 1년 사이 승객이 출입문의 개폐를 실시하게 되었다.
덧붙여 조기 완성차는 나나오선 전철화까지의 사이 후쿠치야마색으로 도장되어 후쿠치야마선에서 사용되었다.
도장 코스트 삭감으로 와지마 특산의 칠기를 이미지 한 적색 일색으로 도장이 변경되는 것이 보도되어 2010년 2월 17일에는 제일진이 되는 C07편성이 적색 일색으로 출장되었다.

#### 스테인레스 강철제 차량

##### 1500번대

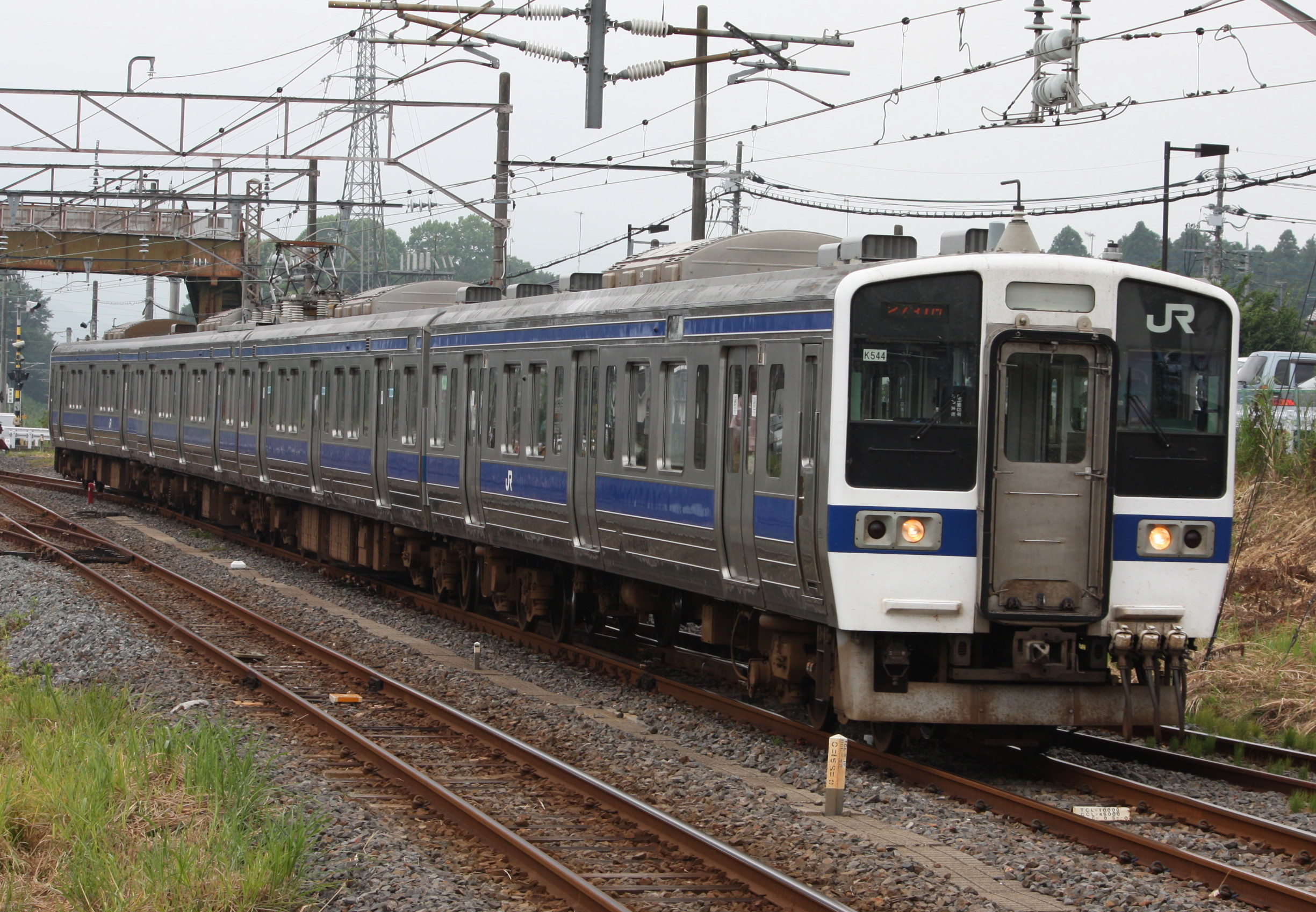
JR 동일본의 1500번대

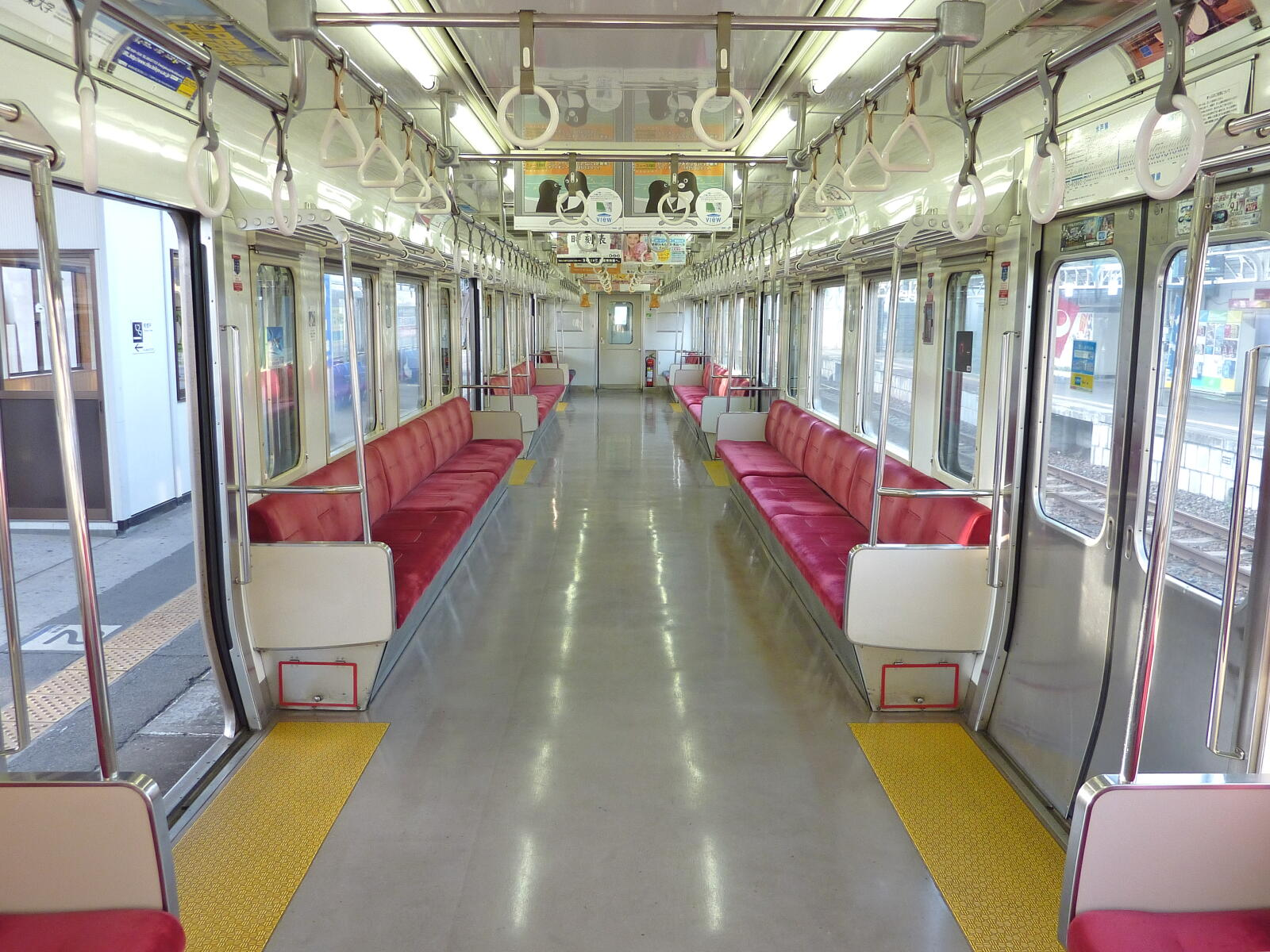
JR 동일본의 1500번대 차내

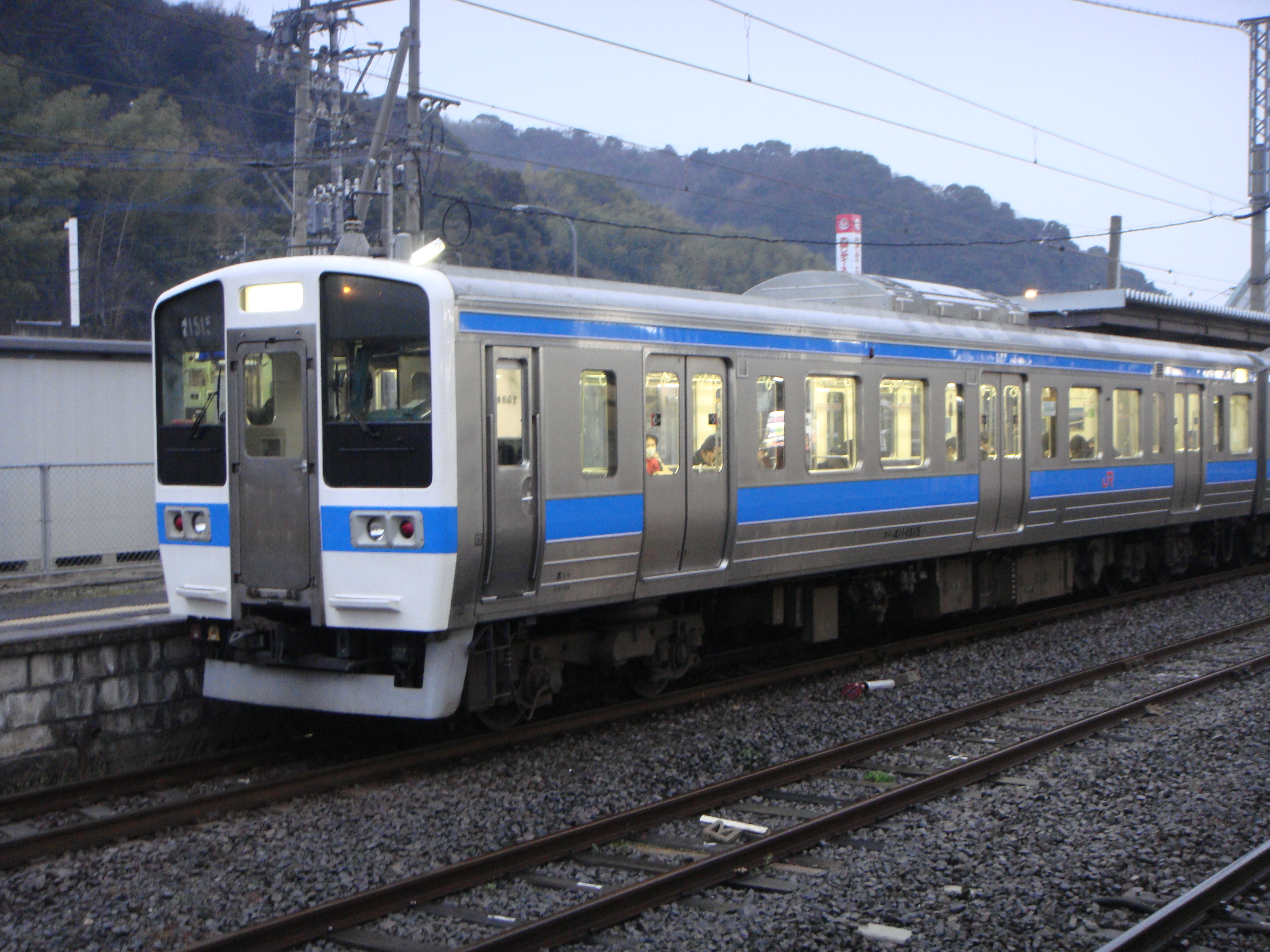
JR 규슈의 1500번대

사하 411형 1600번대에 대해서도 이 마디로 취급한다.
1986년부터 제조를 개시했다. 경량인 스테인레스제 차체, 볼스터리스 대차라고 하는 211계에 이용된 기술이 채용되었다. 종래의 차량과 서로 연결하여 운행하기 위해 전장품이나 브레이크 시스템은 500·700번대에 준하고 있다. 종래차와 성능을 공통화 하기 위해 경량화에 의한 가감속력의 증가분은 주전동기의 한류치를 낮게 설정하는 것으로 상쇄하고 있다. 또한 종래차에서는 모든 쿠하 411형에 C1000형을 탑재하고 있던 공기압축기는 1600번대만 C2000형 1대 탑재로 고쳐지고 있다. JR 동일본에서는 1991년까지 제조가 계속되어 행선지(사보) 접수의 유무, 운전실 사절창의 크기 등 세부에 차이를 볼 수 있다. 차내는 화장실 대향부를 제외하고 롱시트가 되었다. 덧붙여 모하 414형 1500번대의 앞뒤측(팬터그래프 탑재측)의 객실은 기기가 있기 때문에 좌석이 1명 적은 4명분이 되어 창이나 행선 표시기의 위치도 약간 차이가 난다. 최초로 투입된 그룹은 차내 방송용 스피커도 기존 차량과 같은 형태를 각 차량에 2기 설치하고 있다.
2010년 현재 가쓰타 차량센터 및 미나미후쿠오카 차량구에 배치되어 있다. 편성 구성은 하라노마치·시모노세키·모지코 방향으로 쿠하 411-1500 - 모하 415-1500 - 모하 414-1500 - 쿠하 411-1600(화장실 첨부)의 4량이다. 가쓰타 차량센터에서는 700번대의 중간 전동차를 연결한 7량 편성의 K820편성이 존재하고 있었지만, 2005년 7월 18일에 4량 편성의 K526편성으로 단축되었다. 이것에 수반하여 구 K526편성이었던 1502·1602의 편성은 K626편성으로 개번되었다. 또한 JR 동일본차는 띠색이 강철 제차의 파랑 20호를 답습하고 있지만, JR 규슈차는 완성 당시보다 띠색이 밝은 청색(파랑 25호)으로 그 후 옥상 통풍기가 철거되었다. 1989년도 이후의 증비차(모하 414-1524이후)는 주변압기가 50Hz전용의 TM24로 변경되었다. 본래라면 별계열 혹은 별구분 번대가 되어도 이상하지 않지만, 광역전배를 상정하고 있지 않기 때문에 속번이 되었다.
미나미후쿠오카 전차구에 배치된 차량(FM 1509 - 1521편성)은 본래 가쓰타 전차구에 투입할 예정으로 미나미후쿠오카구에는 염출된 100번대를 전용하여 421계 저운전대 차량 등을 교체할 계획이었지만, 비냉방차의 치환을 앞두고 이미지 상승을 위해 직접 신차를 투입하게 되었다. 올 롱시트면서 구마모토 - 모지코·시모노세키간과 같은 장거리 열차에 충당되었기 때문에 한때는 금연차를 제외한 롱시트부에 재떨이를 설치하는 등의 검토가 이루어지고 있었다.
1량만 존재한 사하 411-1601는 MG·CP탑재를 위해 1600번대로 구분되어 있다. 2005년 6월까지는, 뒤에 서술하는 2층 보통차의 쿠하 415-1901와 같은 K880편성으로 조성되어 가쓰타 방향보다 쿠하 415-1901 - 모하 415-1535 - 모하 414-1535 - 사하 411-1601 - 쿠하 411-1534 - 모하 415-1534 - 모하 414-1534 - 쿠하 411-1634의 8량 고정으로 운용되었다. 그 다음은 2007년까지 500번대와 700번대 혼결인 K810편성에 조성되었다.
이 그룹은 2007년 3월 18일 다이어 개정으로 보통 강철제차를 E531계로의 치환 후에도 조반·미토선으로 운용을 계속하고 있었지만, 조반선 우에노구의 중거리 전동차는 그린차(1등차)를 연결한 같은 계열로 통일하여 해당 계열의 최고속도 130km/h 성능을 본격적으로 활용하는 다이어 구성으로 이행되었기 때문에 조반선에서는 도모베 - 하라노마치간의 운용이 되어 우에노구에서는 퇴역했다. 또한 상기의 전용으로 잉여가 된 초기에 제조된 3편성과 사하 411-1601·1701(뒤에 서술)·모하 415·414-1522는 폐차 예정으로 되어 중간차의 4량은 2007년 10월부터 2008년 5월까지 폐차가 되었으며 2015년부터 E531계로 대체하기 시작하여 다시 폐차가 진행되고 있다.
덧붙여 원 K525편성의 쿠하 411-1501등의 1편성 4량은 500번대 2편성과 함께 2008년 12월 JR 규슈로 양도되었으며(12월 24일자로 폐차) 후에 고쿠라 공장에서 정비되어 2009년 6월 23일자로 FM1501편성으로 등록되었다. 2009년 6월말부터 영업 운행을 개시했다. 차체의 띠색은 파랑 25호로 변경되었지만 연결부의 외황부만 가쓰타 시대의 파랑 20호인 채 남아 있다.
한편 K626·K526편성의 쿠하 411-1502·1503 등 8량은 2009년도 상반기에 폐차되었다.

##### 사하 411-1701

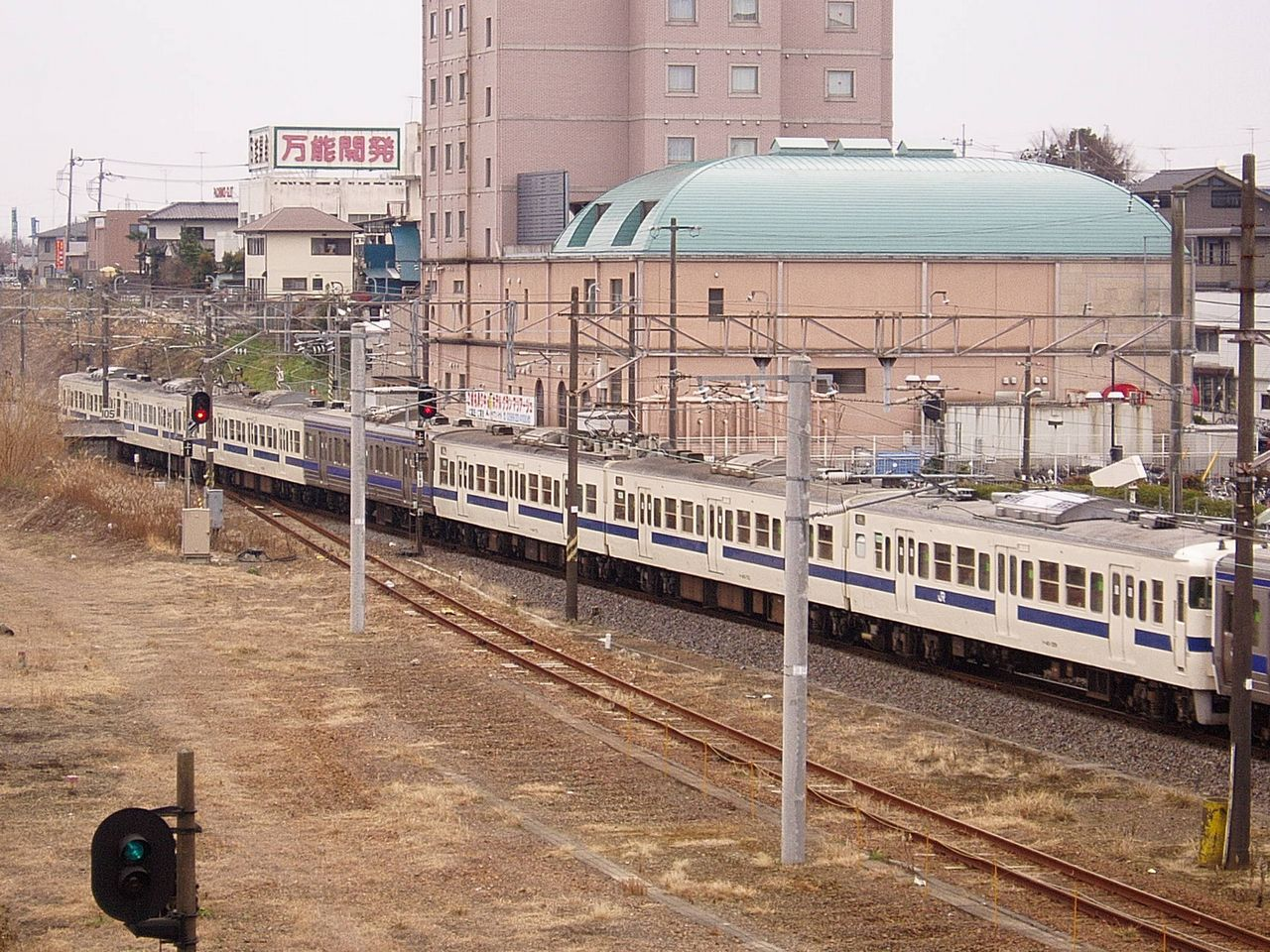
사하 411-1701이 조성된 편성

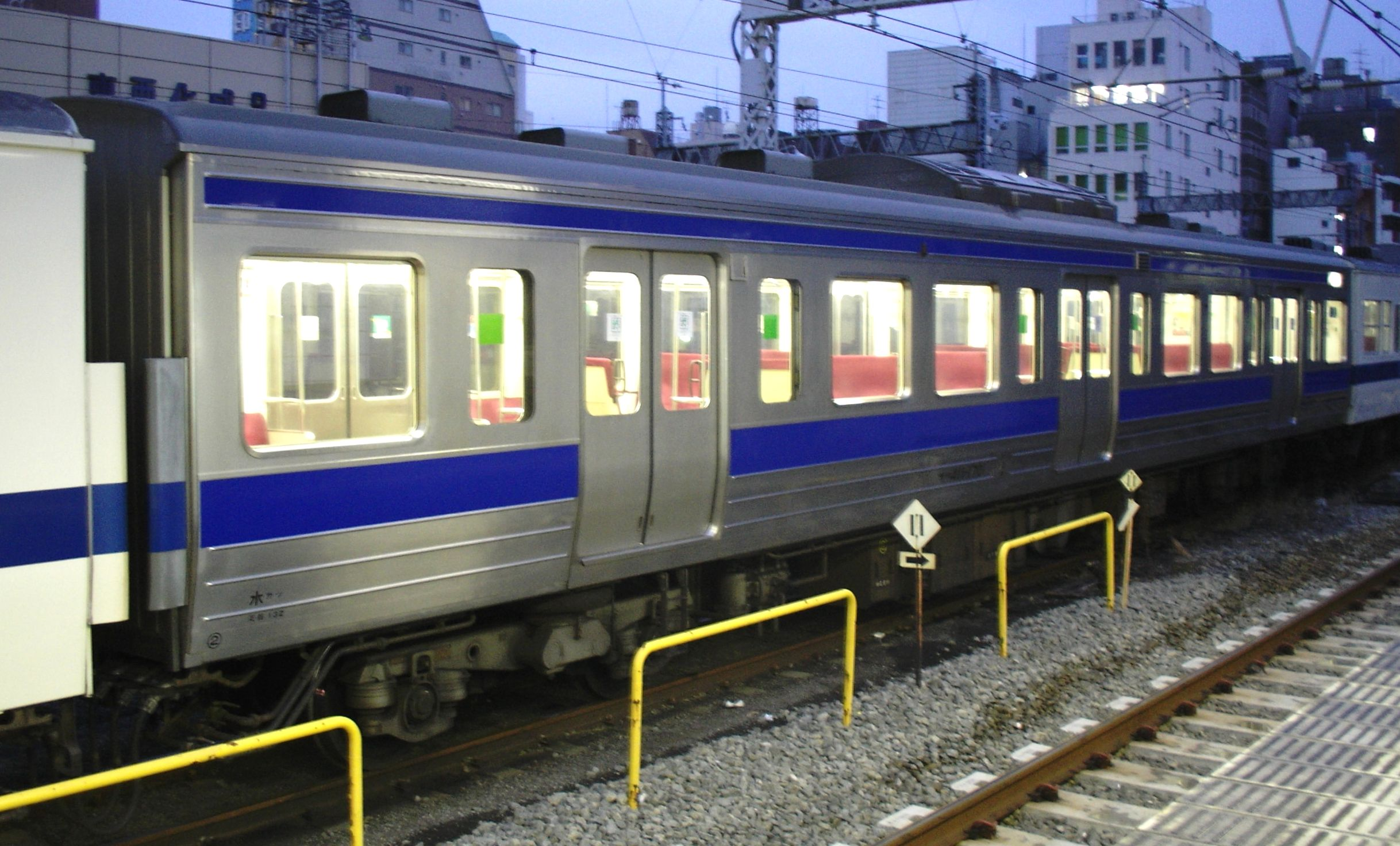
사하 411-1701
실내가 세미 크로스시트인 것을 알 수 있다

스테인레스 차체에서 유일한 세미 크로스시트차로, 1986년에 7량 편성을 4량 2편성으로 새로 짜넣을 때에 7량 편성 중간의 선두차를 활용하는 것으로 인해 그 대체의 중간 부수차로 1량만이 제조되었다. 제조 당초는 403계 냉방 개조차와 415계 700번대의 혼결편성, 1988년 이후는 415계 1500번대와 700번대 혼결의 K820편성에 조성되었지만, 2005년 7월 18일에 재편성하여 0번대와 700번대혼결의 K918편성(원·K505편성)에 짜넣어지고 있었다. 사하 411-1601과의 차이는 좌석 배치와 행선 표시기의 유무 정도이다. K918편성은 2007년 11월 11일에 유치되고 있던 다카하기에서 가시마 임해철도 가시마 린코 선의 카미스 역으로 회송되어 다음 12일자로 폐차되었다.

##### 쿠하 415-1901
조반선에서의 착석 기능 향상으로 인해 1991년에 일본차량에서 제어차 1량만이 시험적으로 제조된 2층 보통차이다. 기본적으로 정차 역이 적은 통근 쾌속으로 한정하여 운용되었지만 승객용 출입문이 측면 2곳 밖에 없기 때문에 러시아워시의 승하차에 시간을 필요로 했다. 증비는 실시되지 않았지만 운용 성과는 215계 보통차의 설계에 반영되었다.
좌석은 승객용 출입문 부근이 롱시트를 제외한 크로스시트로 1층 및 차체 후부는 2+2배열, 2층은 2+3배열이 되었다. 다른 1500번대와는 달리 승객용 출입문의 실내측은 화장판 마감으로 되어 있었다.
2005년 7월 9일의 다이어 개정으로 정기 운용에서 이탈하여 가쓰타 차량센터 내에 유치되었지만 2006년 3월 10일에 고리야마 종합 차량센터로 회송되어 11일부로 폐차되었다. 그 후에도 해당 센터내에 유치되었으나 같은 해 6월 12일부터 14일에 걸쳐 해체되었다.

### 그 밖의 내용
- JR 동일본에서는 2007년 3월 17일로 보통 강철제 차량의 정기 영업 운행을 종료하여 같은 해 3월 24일에는 미토 역 - 이와키 역간에서 고별 운행이 실시되었다.
- JR 규슈 소속차는 일찍이 '타운 셔틀'이라고 표기된 헤드 마크를 게시하여 운행되었던 적도 있었다.
- JR 규슈에서 유일한 교직류 양용 근교형 전동차로 간몬 터널을 통과하는 모든 보통 열차[33]로 사용되고 있다. 롱시트 차이기 때문에 수송력이 뛰어나 가고시마 본선이나 닛포 본선에서 러시아워 시간대에 많이 사용되고 있다. 종래의 0·100번대에 비해 오이타에 배속되어 있는 차량을 제외하고 모두 롱시트로 개조되어 장기 사용을 전제로 한 갱신 공사도 시행되었다. 사세보 선이나, 나가사키 본선으로 연장 운행하는 열차도 있다. 단 3량 이하로 단축된 편성이나 1인 승무에 대응한 편성은 존재하지 않는다.
- JR 규슈 소속차에서는 전술의 통풍기 철거에 가세하여 측면 행선 표시기 사용 개시에 수반한 행선지 사보 접수의 철거가 개시되었다. 다수를 차지하는 AU-75 BH 냉방 장치의 크레인 훅의 일부를 매입한 차량도 다수 존재한다. 한층 더 나아가 갱신 개조된 차량은 차체의 연결 전면단에 있던 캔버스 누름을 완전하게 철거하고 있어 그 장착 흔적도 원래의 도지붕차와 분별이 되지 않을 정도로 깔끔하게 처리된 것도 존재한다.
- 측면의 행선 표시기는 JR 동일본 발족 후에 제조된 1500번대 일부와 쿠하 415-1901을 제외하고 설치 공간만 준비한 준비 공사로 완성되었지만, JR 동일본 소속차는 1991년까지, JR 규슈 소속차는 2000년까지 당시 재적하고 있던 전차량에 설치되었다. 덧붙여 개조차인 JR 서일본 소속의 800번대에는 설치되어 있지 않다.
- 전면의 종별(행선지) 표시기는 JR 동일본 소속차에서는 거의 무표시가 되었다. JR 규슈 소속차에서는 행선 표시기로 사용되었지만, 측면의 것과는 달리 영문자 첨부 방향막으로는 되지 않았다.